# Liste der Kulturdenkmale in Frauenstein (Erzgebirge)

Wappen von Frauenstein

In der Liste der Kulturdenkmale in Frauenstein sind die Kulturdenkmale der sächsischen Gemeinde Frauenstein verzeichnet, die bis November 2022 vom Landesamt für Denkmalpflege Sachsen erfasst wurden (ohne archäologische Kulturdenkmale). Die Anmerkungen sind zu beachten.
Diese Aufzählung ist eine Teilmenge der Liste der Kulturdenkmale im Landkreis Mittelsachsen.

## Frauenstein
| Bild                                    | Bezeichnung | Lage | Datierung | Beschreibung | ID       |
| --------------------------------------- | --- | --- | --- | --- | -------- |
|                                         | Denkmalschutzgebiet Stadtkern Frauenstein (Vorschlag) | (Stadtkern) (Karte) | 18./19. Jahrhundert | Denkmalschutzgebiet Historischer Stadtkern Frauenstein (Vorschlag) | 09207631 |
| Direkt Bild zu diesem Denkmal hochladen | Reste der Stadtbefestigung an verschiedenen Stellen der Stadt | (Flurstücke 24/36, 24/40, 24/41, 24/42, 24/2, 3/2, 3/7, 3/8, 3/13, 3/14, 3/36, 3/28, 3/29, 3/32, 3/33, 24/4, 24/5, 24/6, 24/7, 24/8, 24/9, 24/13, 24/14, 24/20) (Karte) | Nach 1438 in mehreren Bauphasen (u. a. 1512)                                                                           | Stadtgeschichtlich bedeutsam. In Bruchstücken erhaltene Stadtmauer bzw. aus Gestein der alten Stadtmauer neu aufgerichtete Mauern zumeist an der hinteren Flurstücksgrenze der genannten Flurstücke. | 09206629 |
| Weitere Bilder                          | Sachgesamtheit Königlich-Sächsische Triangulierung („Europäische Gradmessung im Königreich Sachsen“); Station 79, Frauenstein                                                          | (Flurstück 852/17) (Karte) | Bezeichnet mit 1865 | Triangulationssäule; Station 2. Ordnung, bedeutendes Zeugnis der Geodäsie des 19. Jahrhunderts, vermessungsgeschichtlich von Bedeutung. Gut erhalten, behauener Steinquader, am Sandberg stehend, erreichbar über einen Feldweg, bezeichnet mit „Geodätische/Station/Frauenstein der K./S. / Triangulierung / 1865.“ Der im Oktober 1865 auf Veranlassung Weisbachs von Markscheider Städter errichtete Sandstein-Monolith steht auf dem südlich der Stadt gelegenen Sandberg. Das Baurecht wurde von der Stadt Frauenstein erteilt. Die freie Rundumsicht wird heute in südwestliche Richtung durch einen Wasserhochbehälter eingeschränkt. Die nach Süden ausgerichtete Inschrift ist nur noch schwer zu lesen. Ihr Inhalt scheint von der üblichen Standardisierung abzuweichen. Unterhalb des leicht abgesetzten Schriftfeldes befindet sich ein Höhenbolzen. | 09206620 |
| Weitere Bilder                          | Empfangsgebäude und Nebengebäude eines Bahnhofs | Am Bahnhof 1 (Karte) | 1898 | Cerkehrstechnisches Denkmal der ehemaligen Strecke Klingenberg–Frauenstein (6976; sä. KF), eisenbahngeschichtlich von Bedeutung. - Empfangsgebäude: Klinkerbau 2,5-stöckig, Typ 1, auf Sockel aus Polygonmauerwerk, verzierte Pfettenköpfe am Giebel, Gurtgesims und Fensterbankgesims, Eckbetonung durch gelben Klinker, Satteldach - Nebengebäude: Schuppen und WC, eingeschossiger, roter Backsteinbau | 09206617 |
| Direkt Bild zu diesem Denkmal hochladen | Überdachter Brunnen mit Handschwengelpumpe | Am Böhmischen Tor 8 (bei) (Karte) | 19. Jahrhundert | Seltenes Zeugnis der örtlichen Wasserversorgung, ortsgeschichtlich und technikgeschichtlich von Bedeutung, schönes Formrohr für Entlüftung | 09206623 |
| Direkt Bild zu diesem Denkmal hochladen | Wohnhaus in offener Bebauung | Am Böhmischen Tor 9 (Karte) | Vor 1800 | Eines der ältesten Häuser des Ortes (noch vor dem Stadtbrand von 1869), original erhalten, baugeschichtlich und stadtgeschichtlich bedeutend. Sehr gut erhaltener zweigeschossiger verputzter Fachwerk-Bau, verbretterter Giebel, Wetterschutzhäuschen um 1900, erhaltene Winterfenster, Satteldach, saniert, Instandsetzung Dach. | 09206624 |
| Direkt Bild zu diesem Denkmal hochladen | Wohnhaus in halboffener Bebauung | Am Böhmischen Tor 12 (Karte) | Um 1800 | Älteres Gebäude vermutlich noch vor dem Stadtbrand von 1869 errichtet, baugeschichtlich und stadtgeschichtlich bedeutend, Zeugnis des alten Straßenverlaufs. Zweigeschossiger verputzter Fachwerk-Bau, Straßenseite noch mit Fachwerk, dem Typ nach Wohnstallhaus, Stichbogenportal erhalten, Naturstein überputzt. | 09206625 |
| Weitere Bilder                          | Burgruine und Neues Schloss Frauenstein (Sachgesamtheit) | Am Schloß 1, 2, 3 (Karte) | Um 1200 (Kernburg); 13. Jahrhundert (Palas); 1. Hälfte 14. Jahrhundert (Ringmauer der Burg); 1585–1588 (Schlossanlage) | Sachgesamtheit Burgruine und Neues Schloss Frauenstein, bestehend aus den Einzeldenkmalen: Schloss (heute Museum, siehe 09206524, Am Schloß 2, 3), Burgruine mit Ringmauer (siehe 09206525), Torhaus mit angrenzendem Wirtschaftsgebäude sowie Befestigungsmauern um das Schloss (siehe 09206524, Am Schloß 3) und vorgelagertes Wohnhaus mit Nebengebäude und Kelleranlage (siehe 09300470, Am Schloß 1); Baukomplex von großer stadtentwicklungsgeschichtlicher, baugeschichtlicher, baukünstlerischer, landschaftsprägender und ortsbildprägender Bedeutung | 09300469 |
| Weitere Bilder                          | Burgruine mit Nordturm, Südturm, Ringmauer, Palas und Innerer Mauer (Einzeldenkmale der Sachgesamtheit 09300469)                                                                       | Am Schloß (Karte) | Ende 13. Jahrhundert (Palas); 1. Hälfte 14. Jahrhundert (Ringmauer)                                                    | Einzeldenkmale der Sachgesamtheit Burgruine und Neues Schloss Frauenstein; bedeutsames architektonisches Zeugnis aus dem Mittelalter, baugeschichtlich und auch ortsgeschichtlich von Bedeutung sowie mit Seltenheitswert. Auf schroff ansteigendem Felskegel in großen Teilen erhaltener Komplex, 1272 erstmals urkundlich erwähnt. In einer ersten Bauphase um 1200 Errichtung der Kernburg mit den beiden markanten Türmen. Ende des 13. Jahrhunderts Errichtung des Palas und in der 1. Hälfte des 14. Jahrhunderts Bau der großen Ringmauer. Nach Vollendung des Neuen Schlosses (um 1588) nicht mehr bewohnt, allerdings 1615 Erneuerung der Burgkapelle. Endgültige Zerstörung der Anlage durch Feuersbrunst 1683, Restaurierungen 1968, 1990 und seit 1992. Erhalten sind wesentliche Teile der Zweiturmanlage: der mächtige Nordturm (Dicker Merten) über zum Parallelogramm verschobenen Grundriss mit abgerundeten Ecken, im Inneren noch das Keller- und Erdgeschoss mit Tonnengewölben vorhanden, an der Südwestseite spätromanisches Rundenbogenportal. Anschließend der Palas, hier noch drei Fensteröffnungen der ehemaligen Burgkapelle und gewölbte Wirtschaftsräume erhalten. Die Kernburg abgeschlossen durch die Ruine des großen Südturmes, ehemals mit drei gewölbten Geschossen und Kaminanlage sowie dem Gefängnis. Diese Bauten und der kleine Hof mit Zisterne zwingerartig von der Inneren Mauer mit Schießscharten an der Südost- und Nordostseite umgeben. Vom inneren Hof führt auf der Westseite eine Brücke zum Wehrgang der Ringmauer, die in der Gesamtlänge von ca. 250 m erhalten ist, davon die Hälfte in ursprünglicher Höhe mit sechs der ehemals sieben Ringmauertürme.        | 09206525 |
| Direkt Bild zu diesem Denkmal hochladen | Wohnhaus, Nebengebäude und älterer Gewölbekeller im Grundstück (Einzeldenkmale der Sachgesamtheit 09300469)                                                                            | Am Schloß 1 (Karte) | 1816 Dendro (Schlossdach); vor 1800 (Kelleranlagen); um 1850 (Wohnhaus und Nebengebäude)                               | Einzeldenkmale der Sachgesamtheit Burgruine und Neues Schloss Frauenstein; dem Schloss vorgelagerter Gebäudekomplex von baugeschichtlicher und städtebaulicher Bedeutung. - Wohnhaus: zweigeschossiger verputzter Bruchsteinbau, 6 × 1 Achsen, Walmdach, im Keller Kappengewölbe auf Gurtbögen - Wirtschaftsgebäude: neben dem Wohnhaus stehendes eingeschossiges Gebäude mit Ziegel- und Bruchsteinmauerwerk verputzt, Satteldach - Kelleranlage: alter Gewölbekeller aus Bruchsteinen im Grundstück Am Schloß 1, wurde vermutlich vor dem Wohnhaus errichtet, möglicherweise zu Vorgängerbau gehörend | 09300470 |
| Weitere Bilder                          | Schloss (Am Schloß 2, 3 – heute Museum, Wohn- und Tagungsräume), Torhaus mit angebautem Wirtschaftsgebäude sowie Befestigungsmauern um das Schloss (Einzeldenkmale zu ID-Nr. 09300469) | Am Schloß 2, 3 (Karte) | 1585–1588 (Schloss); um 1590 (Torhaus); um 1800 (Scheune neben Torhaus)                                                | Einzeldenkmale der Sachgesamtheit Burgruine und Neues Schloss Frauenstein; architektonisch und historisch wertvolle Anlage eines sächsischen Fürstensitzes, erbaut vom berühmten kurfürstlichen Baumeister Hans Irmisch, weithin sichtbarer, die umgebende Landschaft prägender Schlossbau, baugeschichtlich, ortsgeschichtlich und landschaftsgestaltend bedeutend. - Neues Schloss. Unmittelbar unterhalb der Burg durch den kurfürstlichen Baumeister Hans Irmisch 1585–88 erbaut, Brandschäden im 17. und 18. Jahrhundert. Zwei rechtwinklig zusammenstoßende, dreigeschossige Trakte (zur oberen Hofseite zweigeschossig) mit Walmdach und Gaupen. Im Winkel stattlicher, das Dach des Schlosses überragender Wendelstein, das rundbogige Sandsteinportal mit Giebelaufsatz, Haube und Laterne. Das Hauptportal am unteren Trakt in toskanischer Ordnung, mit Sitzsteinen, im Aufsatz das Wappen des Bauherrn Heinrich von Schönberg und seiner Gemahlin, wahrscheinlich um 1585 von Samuel Lorentz d. Ä. geschaffen (1994 durch eine Kopie ersetzt). Am Wendelstein wie auch unter der Traufe der anstoßenden Flügelbauten ornamentales Putzband erhalten. Saal und Eingangshalle im Erdgeschoss mit Kreuzgratgewölben, mehrere rundbogige Portale. Die kostbare Einrichtung beim Stadtbrand von 1728 vernichtet. - Torhaus: um 1590, dreigeschossiger, verputzter Bruchsteinbau mit sich anschließendem Wirtschaftsgebäude, Tordurchfahrt mit Kreuzgratgewölbe, erstes Obergeschoss Sandsteingewände, zweites Obergeschoss Winterfenster, Walmdach und Schleppgaupen - Wirtschaftsgebäude: eingeschossig mit Satteldach und zwei großen Toren, Einfriedungsmauern und Wirtschaftsgebäude des oberen Schlosshofes | 09206524 |
| Direkt Bild zu diesem Denkmal hochladen | Hälfte eines Doppelwohnhauses in halboffener Bebauung | Freiberger Straße 22 (Karte) | 1905 | Reich gegliederter Putzbau in gutem Originalzustand, baugeschichtlich und städtebaulich von Bedeutung. Zweigeschossig, Obergeschoss Fachwerk verbrettert, weiter Dachüberstand, Fenstererker im Giebeldreieck, Erker, verziertes Holzvorhäuschen, Satteldach, Dachdeckung. | 09206616 |
| Direkt Bild zu diesem Denkmal hochladen | Hälfte eines Doppelwohnhauses in halboffener Bebauung | Freiberger Straße 24 (Karte) | Um 1905/1907 | Reich gegliederter Putzbau in gutem Originalzustand, baugeschichtlich und städtebaulich von Bedeutung. Zweigeschossig, Obergeschoss Fachwerk verbrettert, weiter Dachüberstand, Fenstererker im Giebeldreieck, Erker, verziertes Holzhäuschen, Satteldach, Dachsanierung. | 09206615 |
| Direkt Bild zu diesem Denkmal hochladen | Wohnhaus in offener Bebauung | Freiberger Straße 39 (Karte) | 1905/1907 | Stattlicher Putzbau im Reform- und Heimatstil, baugeschichtlich von Bedeutung. Reich gegliederter, zweigeschossiger Putzbau auf Steinsockel (Polygonmauerwerk), Zierfachwerk im Obergeschoss, Mansardwalmdach. | 09206614 |
| Weitere Bilder                          | Alte Silberwäsche: Grundmauern von Pochwerk und Erzwäsche mitsamt zentraler Radstube                                                                                                   | Gimmlitztal (Karte) | 16. Jahrhundert, eventuell älter                                                                                       | Reste einer frühen Erzaufbereitungsanlage des Frauensteiner Silbererzbergbaus, von bergbaugeschichtlicher und technikgeschichtlicher Bedeutung. Die „Silberwäsche“ verarbeitete überwiegend Silbererze der Reichenauer Gruben „Friedrich August“ und „Friedrich Christoph“, der bedeutendsten Gruben in der Region (Bergbau hier seit 14. Jahrhundert urkundlich belegt, Grubenbezirk gehörte zum Äußeren Freiberger Erzbezirk, wirtschaftlich von regionaler Bedeutung), Aufbereitungsanlage ursprünglich bestehend aus einem großen eingeschossigen Gebäude mit Satteldach, das zentral gelegene Wasserrad wurde von Wasser der Gimmlitz beaufschlagt und trieb einerseits die Pochstempel zweier Pochwerke zwecks Erzzerkleinerung sowie andererseits die Herde zwecks Trennung des gepochten Materials in Erz und taubes Gestein an, zudem befand sich ursprünglich auch eine Schmelzhütte am Standort, Betrieb der Anlagen vermutlich bis zur 2. Hälfte des 16. Jahrhunderts, später verfiel die Anlage, Freilegung und teilweise Rekonstruktion der baulichen Reste der Silberwäsche ab 2006. | 09206627 |
| Direkt Bild zu diesem Denkmal hochladen | Häuslerhaus | Gimmlitztal 4 (Karte) | Um 1800 | Einzelstehendes, landschaftstypisches Fachwerk-Haus in sehr gutem Originalzustand, baugeschichtlich von Bedeutung. Erdgeschoss massiv, Obergeschoss Fachwerk verbrettert, Giebel mit Schindeln verkleidet, Satteldach. | 09206626 |
| Direkt Bild zu diesem Denkmal hochladen | Wohnstallhaus und Scheune eines Zweiseithofes | Hofefeld 4 (Karte) | Vor 1800 (Wohnstallhaus); um 1850 (Scheune)                                                                            | Gut erhaltene Wohn- und Wirtschaftsgebäude in Fachwerkbauweise, baugeschichtlich und wirtschaftsgeschichtlich von Bedeutung, von landschaftsgestaltendem Wert. - Wohnstallhaus: Erdgeschoss massiv, Obergeschoss Fachwerk verbrettert, Satteldach - Scheune: Fachwerk, Giebel verbrettert, rückwärtiger Traufseite verbrettert, Satteldach | 09206632 |
| Direkt Bild zu diesem Denkmal hochladen | Wohnstallhaus, Seitengebäude und Scheune eines Dreiseithofes | Hofefeld 5 (Karte) | 2. Hälfte 18. Jahrhundert (Wohnstallhaus); um 1900 (Scheune); bezeichnet mit 1934 (Seitengebäude)                      | Komplett erhaltene Hofanlage in Fachwerkbauweise, baugeschichtlich und wirtschaftsgeschichtlich von Bedeutung, von landschaftsgestaltendem Wert. - Wohnstallhaus: Erdgeschoss massiv, Obergeschoss Fachwerk, Giebel zum Teil verbrettert, gezapfte Holzverbindungen, Satteldach, bezeichnet über Türsturz mit 1860, freigelegte Holzeinschubdecke in der Stube - Seitengebäude: Erdgeschoss massiv, Obergeschoss Fachwerk verbrettert bezeichnet über Türsturz mit 1934, preußisches Kappengewölbe - ehemaliges Stallgebäude nach 1870 | 09206633 |
| Direkt Bild zu diesem Denkmal hochladen | Wohnstallhaus und Seitengebäude eines Zweiseithofes | Hofefeld 6 (Karte) | Vor 1800 (Wohnstallhaus); um 1900 (Seitengebäude)                                                                      | Gut erhaltene Wohn- und Wirtschaftsgebäude in Fachwerkbauweise, baugeschichtlich von Bedeutung, von landschaftsgestaltendem Wert. - Wohnstallhaus: Erdgeschoss massiv, Obergeschoss Fachwerk verbrettert, Giebel verbrettert, mit angebautem Scheunenteil - Schuppen: massiv mit Fachwerk-Bestandteilen, Fassade, Fenstererneuerung | 09206634 |
| Direkt Bild zu diesem Denkmal hochladen | Wohnhaus in offener Bebauung | Hospitalgasse 2 (Karte) | Vor 1800 | Eines der wenigen Fachwerkhäuser, die zur Ursprungsbebauung von Frauenstein gehören, ortsentwicklungsgeschichtlich von Bedeutung. Erdgeschoss massiv, verputzt, Obergeschoss: Fachwerk verbrettert, Giebel verbrettert leicht verändert, Satteldach. | 09206527 |
| Direkt Bild zu diesem Denkmal hochladen | Wohnhaus in offener Bebauung | Hospitalgasse 4 (Karte) | Um 1750 | Fachwerkbau als Teil der alten Ortsstruktur, ortsentwicklungsgeschichtlich von Bedeutung. Eingeschossiges, hangseitiges Wohnhaus, Erdgeschoss und Rückwand massiv, Obergeschoss: Fachwerk, verbrettert, Giebel verbrettert, Satteldach, Straßenseite zweigeschossig. | 09206528 |
| Direkt Bild zu diesem Denkmal hochladen | Wohnhaus in halboffener Bebauung | Hospitalgasse 5 (Karte) | Um 1750 | Fachwerkbau als Teil der alten Ortsstruktur, baugeschichtlich von Bedeutung. Zweigeschossig, Erdgeschoss massiv, Obergeschoss Fachwerk verbrettert, Giebel verkleidet, Satteldach, durch Eingangsvorbau leicht verändert. | 09206531 |
| Direkt Bild zu diesem Denkmal hochladen | Wohnhaus in halboffener Bebauung | Hospitalgasse 6 (Karte) | Um 1750 | Fachwerkbau als Teil der alten Ortsstruktur, baugeschichtlich von Bedeutung. Zweigeschossig, Erdgeschoss massiv, Obergeschoss Fachwerk verbrettert, Giebel verbrettert, Satteldach, Um-/Ausbau. | 09206532 |
| Direkt Bild zu diesem Denkmal hochladen | Wohnhaus in offener Bebauung | Hospitalgasse 12 (Karte) | Um 1750 | Original erhaltenes, zeit- und landschaftstypisches Fachwerkhaus, baugeschichtlich von Bedeutung. Erdgeschoss massiv, Bruchstein verputzt, Obergeschoss: Fachwerk verbrettert, Giebel verbrettert, Satteldach. | 09206533 |
| Direkt Bild zu diesem Denkmal hochladen | Wohnhaus in offener Bebauung | Hospitalgasse 16 (Karte) | Um 1750 | Fachwerkbau als Teil der alten Ortsstruktur, baugeschichtlich von Bedeutung. Zweigeschossig, Erdgeschoss massiv, Obergeschoss Fachwerk verbrettert mit Frackdach, Giebeldreieck verschindelt | 09206529 |
| Direkt Bild zu diesem Denkmal hochladen | Wohnhaus in offener Bebauung | Hospitalgasse 17 (Karte) | Um 1750; 1803 Dendro                                                                                                   | Zeit- und landschaftstypisches Fachwerkwohnhaus, guter Originalzustand, baugeschichtlich von Bedeutung. Zweigeschossig, Erdgeschoss massiv, Obergeschoss: Fachwerk, Giebel verbrettert, Satteldach, Kehlbalkendach mit einfach stehendem Stuhl, geblattete Holzverbindungen. | 09206530 |
| Direkt Bild zu diesem Denkmal hochladen | Alte Hospitalkirche und Friedhof (Sachgesamtheit) | Hospitalgasse 18 (Karte) | 17. Jahrhundert und später (Friedhof); 2. Hälfte 19. Jahrhundert (Leichenhalle)                                        | Sachgesamtheit Alte Hospitalkirche und Friedhof mit folgenden Einzeldenkmalen: Kirche, Reste der alten Einfriedung, zwei Grufthäuser und zwei Grabmale (siehe 09206534) sowie Leichenhalle und Friedhof; baugeschichtlich und ortsgeschichtlich von Bedeutung. Die 1384 durch den Burggraf Berthold von Meißen gestiftete Kapelle „Zum Heiligen Kreuz“ besaß bis zur Errichtung der Frauensteiner Marktkirche im Jahr 1491 die Bedeutung einer Stadtkirche. Zur Begräbniskapelle degradiert, verfiel sie binnen kurzer Zeit. 1616 wurde das Gebäude von Grund auf erneuert. Die schlichte, an einem Hang gelegene Saalkirche wurde als verputzter Bruchsteinbau mit 3/8-Schluss, Schindel gedecktem Walmdach und Dachreiter errichtet. Im Inneren ist sie flach gedeckt, an der Westseite befindet sich eine eingeschossige Empore. Zur wertvollen Ausstattung gehören neben dem 1648 errichteten hölzernen Kanzelaltar Epitaphien aus dem 17. und 18. Jahrhundert. Bis in die 1960er Jahre als Trauerfeierhalle genutzt, wurde sie bald wegen Baufälligkeit geschlossen. Nach einer umfassenden Sanierung 2012 wurde sie ihrer Funktion wieder zugeführt. Die Alte Hospitalkirche in Frauenstein dokumentiert als baugeschichtlich bedeutsames Zeugnis die sächsische Kirchbaukunst des frühen 17. Jahrhunderts. Daraus begründet sich ihr Wert für die Kulturlandschaft Sachsens. Auf dem Friedhof befinden sich zwei Grufthäuser in schlichter Architektur, eines mit Spitzbogenfenstern, die wohl aus dem 16. Jahrhundert stammen und ein ortsgeschichtliche Zeugnis ablegen. | 09305312 |
| Direkt Bild zu diesem Denkmal hochladen | Kirche, Reste der alten Einfriedung, zwei Grufthäuser und zwei Grabmale (Einzeldenkmale der Sachgesamtheit 09305312)                                                                   | Hospitalgasse 18 (Karte) | 1616 | Einzeldenkmale der Sachgesamtheit Alte Hospitalkirche und Friedhof; baugeschichtlich und ortsgeschichtlich von Bedeutung. - Evangelische Begräbniskirche: ehemalige Stadtkirche, schlichte am Hang gelegene Saalkirche, 1384 Stiftung einer Kapelle, 1616 von Grund auf erneuert, Restaurierungen 1985/1988 und seit 1991, verputzter Bruchsteinbau mit 3/8-Schluss, Walmdach, Dachreiter, Spitzbogenfenster, zwei Grabmale: 1830 und um 1730 an der Kirche - zwei Grufthäuser, wohl 16. Jahrhundert: in schlichter Architektur, das eine mit Spitzbogenfenstern | 09206534 |
| Direkt Bild zu diesem Denkmal hochladen | Flurbegrenzungsstein | Klingenberger Straße (Karte) | 19. Jahrhundert | Geschichtlicher Wert, Dokument für Vermessungstechnik, Grenzstein mit Krone, Nummer 7 | 09206631 |
| Weitere Bilder                          | Ehemaliges Postamt | Klingenberger Straße 1 (Karte) | 1929 | Heute Wohn- und Geschäftshaus, zeittypischer, markanter Putzbau mit Walmdach, baugeschichtlich und straßenbildprägend von Bedeutung. Zweigeschossiger Putzbau, Sockel: Naturstein, Walmdach mit drei Gaupen, saniert. | 09206612 |
| Direkt Bild zu diesem Denkmal hochladen | Forsthaus | Klingenberger Straße 10, 12 (Karte) | Um 1800 | Obergeschoss verbrettert, baugeschichtlich und ortsgeschichtlich von Bedeutung. - Forsthaus: zweigeschossiges Wohnhaus, Steinsockel, Erdgeschoss verputzt, Obergeschoss vermutlich massiv, verbrettert, ein Giebel verbrettert, Satteldach, zum Teil überformt, ein Giebel verkleidet - Seitengebäude: verputzt, Satteldach, Seitengebäude, um 1900 erbaut; Abbruchgenehmigung 2013 erteilt Ehemals eine der wenigen erhaltenen Gutsanlagen in Frauenstein. | 09206613 |
| Weitere Bilder                          | Postmeilensäule | Markt (Karte) | 1984 (Kopie), Original 1725                                                                                            | Kursächsische Postmeilensäule (Sachgesamtheit); Kopie einer Kursächsischen Distanzsäule, verkehrsgeschichtlich von Bedeutung. Aus quarzitischem Sandstein mit originalem Sockel und verschiedenen Inschriften mit Entfernungsangaben, Jahreszahl „1725“ und Posthornzeichen, Wappenteil. Säule 1869 beim Stadtbrand zerstört, nur Schriftblock blieb erhalten. Restaurierung der Säule 1929, 1971. Da Säule schadhaft geworden war, fertigte man eine Kopie an und stellte diese 1984 wieder auf den Markt. Die Originalteile befinden sich im Stadt- und Gottfried-Silbermann-Museum (Wappen) und Bauhof der Stadt (Sockel). | 09206536 |
| Weitere Bilder                          | Grundschule Frauenstein | Markt 3 (Karte) | 1871–1872 | Stattlicher Putzbau mit übergiebeltem Mittelrisalit, baugeschichtlich und ortsgeschichtlich von Bedeutung, von stadtbildprägender Bedeutung am Marktplatz. Dreigeschossiger Putzbau, massiv, Mittelrisalit mit Rundbogenfenstern, Eckquaderung am Risalit, kräftiger Portikus mit Dreiecksgiebel, Schlussstein als Konsole, Fenstereinfassung im Risalit, im Schlussstein als Diamantquader, Satteldach schiefergedeckt. | 09206516 |
| Weitere Bilder                          | Mietshaus in halboffener Bebauung und Ecklage | Markt 4 (Karte) | Nach 1870 | Reich gegliederter Putzbau mit Laden, baugeschichtlich und ortsentwicklungsgeschichtlich von Bedeutung. Ursprünglich zweigeschossig, an der Ecke dreigeschossig, zur Marktseite nachträglich aufgestockt, Eckrisalit mit aufwendiger Pilastergliederung, Rundbogenfenster, sonst Rechteckfenster, Fensterverdachung mit Dreieckgiebel und waagerechtem Gebälk, Fenster aus Erbauungszeit teilweise erhalten (Winterfenster). | 09206517 |
| Weitere Bilder                          | Wohnhaus in geschlossener Bebauung | Markt 7 (Karte) | Nach 1870 | Zeittypischer Putzbau mit Laden, als Teil der Marktplatzbebauung von baugeschichtlicher und ortsentwicklungsgeschichtlicher Bedeutung. Zweigeschossig in ursprünglicher Gliederung; Erdgeschoss: Putznutung, kräftiges Gurtgesims, Pilastergliederung in Erdgeschoss; Obergeschoss: Fensterverdachung, Winterfenster. | 09206518 |
| Weitere Bilder                          | Wohnhaus in geschlossener Bebauung | Markt 8 (Karte) | Nach 1870 | Zeittypischer Putzbau mit Laden, als Teil der Marktplatzbebauung von baugeschichtlicher und ortsentwicklungsgeschichtlicher Bedeutung. Zweigeschossig; Erdgeschoss: Rundbogenportal und Rundbogenfenster, kräftiges Gurtgesims; Obergeschoss: Rechteckfenster mit Bedachung, Satteldach, zum Teil Winterfenster. | 09206519 |
| Weitere Bilder                          | Wohnhaus in geschlossener Bebauung | Markt 13 (Karte) | 2. Hälfte 19. Jahrhundert, vermutlich ältere Reste                                                                     | Weitgehend original erhaltener Putzbau am Marktplatz, baugeschichtlich und ortsentwicklungsgeschichtlich von Bedeutung. Zweigeschossig; Erdgeschoss: abgeflachte Segmentbogenfenster und Segmentbogenportal, originales zweiflügliges Tor; Obergeschoss: Rechteckfenster mit Bedachung, Satteldach mit zwei Dachhäuschen, zum Teil originale Winterfenster. Hinterhaus: ehemalige Stellmacherwerkstatt, Abbruch vor 2015. | 09206520 |
| Weitere Bilder                          | Wohnhaus in geschlossener Bebauung | Markt 14 (Karte) | 2. Hälfte 19. Jahrhundert                                                                                              | Weitgehend original erhaltener Putzbau am Marktplatz, baugeschichtlich und ortsentwicklungsgeschichtlich von Bedeutung. Zweigeschossig, Winterfenster, Satteldach mit zwei Gaupen. | 09206521 |
| Weitere Bilder                          | Wohnhaus in geschlossener Bebauung | Markt 20 (Karte) | Um 1800 | Teil der älteren Marktplatzbebauung, baugeschichtlich und ortsentwicklungsgeschichtlich von Bedeutung. Zweigeschossiger Putzbau, aufwendig gestaltetes Stichbogenportal mit Schlussstein und Ohrungen, Fenster im Obergeschoss mit Bedachung, dreiachsiger Dacherker, Satteldach, eines der wenigen Häuser, das während des Stadtbrandes von 1869 nicht vernichtet wurde. | 09206522 |
| Weitere Bilder                          | Rathaus | Markt 28 (Karte) | 1871 | Nach dem Stadtbrand von 1869 errichteter aufwendiger Putzbau mit mittigem Turmaufbau, baugeschichtlich, ortsgeschichtlich und platzbildprägend von Bedeutung. Massiver Putzbau mit aufwendiger lisenenartiger Putzgliederung, zweigeschossig mit Turmaufbau, Bekrönung leicht verändert, Balkon mit Kragkonsolen und Vierpass, ebenso Fensterbrüstungen im Obergeschoss mit Vierpass, verkröpftes Gurt- und Kranzgesims. | 09206513 |
| Weitere Bilder                          | Wohnhaus in geschlossener Bebauung | Markt 29 (Karte) | Nach 1870 | Putzbau mit Zwerchdach, baugeschichtlich und ortsentwicklungsgeschichtlich von Bedeutung. Zeittypisch gegliederter, heute dreigeschossiger Putzbau; Erdgeschoss: Putzquaderung (Sandstein), Gurtgesims, Fensterbankgesims, Sandsteingewände; Obergeschoss: verputzt mit Edelputz, Fensterbankgesims, Gurtgesims, leicht angedeutetes Kranzgesims, Eckquaderung, Satteldach. | 09206514 |
| Weitere Bilder                          | Wohnhaus in geschlossener Bebauung | Markt 30 (Karte) | Nach 1870 | Zeittypischer Putzbau mit markanten Dachhäuschen, baugeschichtlich und ortsentwicklungsgeschichtlich von Bedeutung. Zweigeschossig, Natursteingewände überstrichen, Dachaufbau dacherkerartig, (drei Gaupen), mittlere Gaupe mit Pilastergliederung aufwendiger gestaltet, zweiflügliges Tor aus den 1920er Jahren, Winterfenster, leicht hervortretender Seitenrisalit, Sanierung Fassade. | 09206515 |
| Weitere Bilder                          | Kirche mit Ausstattung | Markt 33 (Karte) | 1871–1873 (Kirche); 1873 (Altar und Orgel); bezeichnet mit 1873 (Taufe); 1903 (Bleiglasfenster)                        | Saalkirche im Rundbogenstil, in der Mitte des Marktes gelegen, baugeschichtlich, ortsgeschichtlich und platzbildprägend von Bedeutung. Nach Brand 1869 von 1871–1873 nach Plänen von Emil Alwin Gottschaldt unter Verwendung eines wohl um 1490 vollendeten Vorgängerhauses neu errichtet, der Turm nach Plänen von Karl Moritz Haenel, Restaurierungen 1968–71 und 1989–93. Putzbau mit dreiseitigem Chorschluss und Walmdach, Rundbogenfenster. Mächtiger viergeschossiger Westturm mit rundbogigem Sandsteinportal. Sakristei an der Ostsee. Das Turmuntergeschoss mit Kreuzgratgewölbe. Der Saal flach gedeckt, im Mittelteil Spiegelgewölbe, seitlich mit ornamentaler Grisaillenmalerei und Puten geschmückt. An drei Seiten Emporen, an der Nord- und Südseite zweigeschossig. Ausstattung aus der Zeit des Wiederaufbaus, Kanzelaltar in Neurenaissanceformen, unter dem Korb Gemälde mit Darstellung des segnenden Christus. Auf der Mensa schöne Kreuzigungsgruppe aus Holz, um 1450. Aufwendig profilierte Taufe aus schwarzem Serpentinit, bezeichnet mit 1873. Gemälde mit Darstellung von Moses und Johannes dem Täufer, 19. Jahrhundert. Buntglasfenster mit Darstellung von Christus als guter Hirte. Kreuz mit floralen Motiven und Kreuztragung. Orgel von Kreutzbach, der Prospekt mit Neurenaissanceformen. | 09206523 |
| Weitere Bilder                          | Wegestein | Saydaer Straße (Karte) | 19. Jahrhundert | Gut erhalten, verkehrshistorische Bedeutung. Behauener Steinquader mit Scharrierungen, nach oben kronenartig abgeschlossen, an zwei Seiten beschriftet, bezeichnet nach Böhmen, andere Seite nicht lesbar. | 09206621 |
| Weitere Bilder                          | Wohnhaus in offener Bebauung | Saydaer Straße 1 (Karte) | Um 1800 | Fachwerk verputzt und verkleidet, vermutlich Relikt der älteren Bebauung noch vor dem Stadtbrand 1869, baugeschichtlich von Bedeutung. Winterfenster, Satteldach, mit erhaltenen Stichbogenportal. | 09206622 |
| Weitere Bilder                          | Funkturm | Saydaer Straße 11 (Karte) | Nach 1930 | Schlichter, äußerlich unverändert erhaltener Turm, technikgeschichtlich und landschaftsgestaltend von Bedeutung | 09206618 |
| Weitere Bilder                          | Königlich-Sächsische Meilensteine (Sachgesamtheit): Meilenstein | Teplitzer Straße (Karte) | Nach 1858 | Königlich-Sächsischer Meilenstein, verkehrsgeschichtliches Zeugnis. Stationsstein, rechteckformartiger behauener Steinquader mit gewölbtem Abschluss, bezeichnet Poststraße, Reichenau, Dippoldiswalde, Freiberg-Teplitzer Staatsstraße (Teplitz, Nassau, Sayda), auf allen vier Seiten Text, eine Fläche jedoch verwittert, zeitweise sicherlich farbig gefasst. | 09206630 |
| Weitere Bilder                          | Wohnhaus in halboffener Bebauung und Ecklage | Teplitzer Straße 1 (Karte) | Um 1900 | Putzbau mit Laden und überhöhter Ecke, ortsentwicklungsgeschichtlich von Bedeutung. Zweigeschossig, originale Schaufensterfront, Sprosse mit kleinen Oberlichtern in den Fenstern, Winterfenster teilweise erhalten, kräftiges Gurtgesims, Satteldach. | 09206535 |
| Weitere Bilder                          | Jugendherberge | Walkmühlenstraße 13 (Karte) | 1930er Jahre | Stattlicher Fachwerkbau im Heimatstil, Obergeschoss und Giebel verbrettert, baugeschichtlich und ortsgeschichtlich von Bedeutung. Zweigeschossiger, hakenförmiger Bau, Erdgeschoss massiv, Satteldach mit Dachhechten zweifach übereinander. | 09206619 |
| Weitere Bilder                          | Überdachter Brunnen mit Handschwengelpumpe | Wassergasse 10 (bei) (Karte) | 19. Jahrhundert | Seltenes Zeugnis der örtlichen Wasserversorgung, ortsgeschichtlich und technikgeschichtlich von Bedeutung. Öffentlicher Brunnen, der zwei Mal im Ort vorkommt. | 09206526 |

## Burkersdorf
| Bild                                    | Bezeichnung | Lage                                        | Datierung                                                                         | Beschreibung | ID       |
| --------------------------------------- | --- | ------------------------------------------- | --------------------------------------------------------------------------------- | --- | -------- |
| Weitere Bilder                          | Haltepunkt Burkersdorf | Am Bahnberg (Karte)                         | 1898                                                                              | Kleines verbrettertes Wartehäuschen in Holzbauweise an der Schmalspurbahn Klingenberg-Colmnitz–Frauenstein (6976; sä. KF), ursprünglich mit Fahrkartenverkauf, verkehrsgeschichtliche und ortsgeschichtliche Bedeutung | 09206547 |
| Direkt Bild zu diesem Denkmal hochladen | Ehemaliger Landhandel Oskar Böhme mit Eisenbahnanschluss                                                                  | Am Bahnberg 13 (Karte)                      | Nach 1900                                                                         | Massives Güterabfertigungshäuschen, als Zeugnis des Landhandels ortsgeschichtlich von Bedeutung. Massives längliches Gebäude, flach geneigtes Satteldach, Holzschiebetore erhalten, Inschrift, charakteristische Bahnhofsarchitektur, singuläres Dokument des Landhandels. | 09206548 |
| Direkt Bild zu diesem Denkmal hochladen | Mühlengebäude mit technischer Ausstattung, Seitengebäude und Scheunen eines Mühlenanwesens (Kröhnertmühle, Niedere Mühle) | Frauensteiner Straße 2 (Karte)              | 18. Jahrhundert (Mühle); um 1920 (Mühlentechnik)                                  | Gebäudekomplex von baugeschichtlicher, ortsgeschichtlicher und technikgeschichtlicher Bedeutung. - Seitengebäude: Erdgeschoss massiv, Obergeschoss Fachwerk verbrettert, Giebel verbrettert - Scheune: L-förmiger Grundriss, Teil Fachwerk, Teil verbrettert und verkleidet - Mühle: im 16. Jahrhundert bezeugt als Wassermühle, bis 1960 als Mahlmühle für Handelsmehl, ehemals mühleigene Bäckerei, bis 1984 dann Schrotmühle für Futtermittelherstellung, mit Turbinenantrieb - technische Geräte wie Haferquetsche, Schrotgang, Sackkarre vorhanden, komplette Mühleneinrichtung im Originalzustand erhalten | 09206592 |
| Direkt Bild zu diesem Denkmal hochladen | Zwei Seitengebäude und Scheune eines Vierseithofes                                                                        | Frauensteiner Straße 13 (Karte)             | Um 1800 (Seitengebäude); um 1900 (Seitengebäude und Scheune)                      | Zeittypische geschlossen erhaltene Hofanlage, baugeschichtlich und wirtschaftsgeschichtlich von Bedeutung. - nordöstliches Seitengebäude: Erdgeschoss massiv mit Toreinfahrten, Erdgeschoss: gemauerte Ausgleichsbögen, Obergeschoss: Fachwerk, Satteldach - südwestliches Seitengebäude: Erdgeschoss massiv, Obergeschoss Fachwerk (zum Hof), Giebel verbrettert, Satteldach, geteilte Stalltür, Schiebefenster - nordwestliche Scheune: teil massiv, überwiegend verbrettert, Satteldach Wohnhaus kein Denkmal. | 09206560 |
| Direkt Bild zu diesem Denkmal hochladen | Häuslerhaus | Frauensteiner Straße 35 (Karte)             | Mitte 19. Jahrhundert                                                             | Zeittypisches Fachwerk-Haus, baugeschichtlich von Bedeutung. Erdgeschoss massiv, Obergeschoss Fachwerk verbrettert, Giebel fachwerksichtig, anderer Giebel verbrettert, originale Tür, Winterfenster, Sandsteingewände. | 09206559 |
| Direkt Bild zu diesem Denkmal hochladen | Zwei Seitengebäude eines Dreiseithofes sowie Torbogen                                                                     | Frauensteiner Straße 38 (Karte)             | 1. Hälfte 19. Jahrhundert                                                         | Zu den wenigen gut erhaltenen Fachwerk-Bauten im Ort gehörend, baugeschichtlich und wirtschaftsgeschichtlich von Bedeutung. - Westliches Seitengebäude: Erdgeschoss massiv, zwei Tore, Obergeschoss Fachwerk (als Heuboden genutzt) - südliches Seitengebäude: Erdgeschoss massiv, Obergeschoss Fachwerk verbrettert, Satteldach - Torbogen vom Seitengebäude zum Wohnhaus Wohnhaus kein Denkmal. | 09206554 |
| Direkt Bild zu diesem Denkmal hochladen | Wohnhaus und Scheune eines Häusleranwesens                                                                                | Frauensteiner Straße 39 (Karte)             | Um 1800 (Scheune); nach 1800 (Häusleranwesen)                                     | Traditionelle dörfliche Bauten von baugeschichtlicher und ortsbildprägender Bedeutung. - Erdgeschoss: massiv, Obergeschoss: Fachwerk verbrettert, flachgeneigtes Satteldach, beide Giebel verbrettert, Wohnstallhaus mit ehemaligem Scheunenteil - gegenüber liegende Scheune: Teil massiv, Teil Fachwerk verbrettert, steiles Satteldach (auf der gegenüberliegender Straßenseite stehend) | 09206553 |
| Direkt Bild zu diesem Denkmal hochladen | Scheune eines Zweiseithofes                                                                                               | Frauensteiner Straße 46 (Karte)             | Bezeichnet mit 1911                                                               | Markantes Wirtschaftsgebäude in Fachwerkbauweise, baugeschichtlich und ortsbildprägend von Bedeutung. Erdgeschoss massiv, Obergeschoss Fachwerk verbrettert, Tor hofseitig verändert, prächtiger Fachwerk-Giebel zur Straßenseite, Giebelseite bezeichnet mit „H. G. B. 1911“, Wetterfahne mit Darstellung eines pflügenden Bauern. | 09206555 |
| Direkt Bild zu diesem Denkmal hochladen | Ehemaliges Armenhaus mit Bergkeller                                                                                       | Frauensteiner Straße 51 (gegenüber) (Karte) | 1. Hälfte 19. Jahrhundert                                                         | Ungewöhnlich kleines Anwesen, baugeschichtlich und sozialgeschichtlich von Bedeutung. Eingeschossiger, massiver Putzbau, Satteldach, Teil Frackdach. | 09206556 |
| Direkt Bild zu diesem Denkmal hochladen | Ehemaliges Jugendheim (später Gemeindeamt, heute Wohnhaus)                                                                | Frauensteiner Straße 97 (Karte)             | 1936                                                                              | Der landschaftstypischen Bauweise angepasstes Fachwerkhaus aus den 1930er Jahren, erbaut als HJ-Heim, von geschichtlicher und baugeschichtlicher Bedeutung. Als Hitlerjugend-Heim 1938 nach Plänen des Dresdner Architekten Ernst Erich Schierz erbaut. Nach 1945 als Gemeindeamt genutzt, später Wohnhaus. In den vergangenen Jahren weitgehend originalgetreu saniert. In dominanter Ortslage neben der alten Schule erbaut, prägt das an die landschaftstypische Bauweise angepasste Gebäude maßgeblich das Ortsbild. Es handelt sich bei diesem als Vereinigungshaus gebauten Gebäude um ein zweigeschossiges Fachwerkhaus mit sichtbarem Bruchsteinerdgeschoss und sichtbarem Fachwerk im Obergeschoss, welches durch ein steiles Satteldach abgeschlossen wird. Der repräsentative Hauseingang mit ursprünglich zweiflügliger Haustür und vorgelagerter Freitreppe befindet sich annähernd in der Mitte der zugewandten Traufseite. In seiner Architektursprache ist das Haus ein typisches Beispiel der bewusst gewählten heimatlichen Bauweise der NS-Zeit, die sich an den schon vor 1933 bestehenden Heimatschutzstil anlehnt. Das Haus diente der örtlichen Hitlerjugend als Versammlungs- und Veranstaltungshaus. Die HJ-Heime sollten in den Gemeinden erbaut werden, um so flächendeckend eine Möglichkeit zur ideologischen Beeinflussung der Jugend im Sinne des Nationalsozialismus zu erreichen. Dabei sollten bewusst nationale Gefühle angesprochen werden. Die gewählte Architektursprache auch dieses Hauses ist ein signifikantes Beispiel dafür. Als Zeitdokument dieser Propaganda erlangt das Gebäude eine große geschichtliche Bedeutung. Als typisches und authentisches Beispiel dieser vor allem im ländlichen Raum bevorzugten Architektur der NS-Zeit erlangt das Gebäude zudem baugeschichtliche Bedeutung. | 09304505 |
| Direkt Bild zu diesem Denkmal hochladen | Seitengebäude eines Dreiseithofes                                                                                         | Frauensteiner Straße 137 (Karte)            | 2. Hälfte 18. Jahrhundert                                                         | Eines der ältesten, gut erhaltenen bäuerlichen Wirtschaftsgebäude des Ortes, baugeschichtlich und sozialgeschichtlich von Bedeutung. Erdgeschoss massiv, Obergeschoss Fachwerk, teilweise verbrettert, hohes Satteldach. | 09206546 |
| Direkt Bild zu diesem Denkmal hochladen | Wohnstallhaus, Scheune und Seitengebäude eines Dreiseithofes                                                              | Frauensteiner Straße 138 (Karte)            | Mitte 19. Jahrhundert (Wohnstallhaus); um 1890 (Scheune); um 1929 (Seitengebäude) | Alle Gebäude in Fachwerkbauweise, noch einer der wenigen, geschlossen erhaltenen Bauernhöfe im Ort, baugeschichtlich und wirtschaftsgeschichtlich von Bedeutung. - Wohnstallhaus: Erdgeschoss massiv, Obergeschoss Fachwerk verkleidet, Satteldach, Garageneinbau - Scheune: Obergeschoss Fachwerk, Satteldach, Erdgeschoss zwei Tore, massiv - Seitengebäude: Erdgeschoss massiv, Obergeschoss Fachwerk verkleidet Häuser fast unverändert erhalten. | 09206545 |
| Weitere Bilder                          | Kirche mit Ausstattung sowie Kirchhof und Einfriedungsmauer                                                               | Kirchberg (Karte)                           | Um 1500                                                                           | Im Kern romanische Saalkirche, Putzbau mit Walmdach und barockem Dachreiter, mit ihrer zu Beginn des 18. Jahrhunderts entstandenen überaus reichen Barockausmalung eine der herausragenden Dorfkirchen Sachsens, baugeschichtlich, ortsgeschichtlich und künstlerisch von Bedeutung | 09206551 |
| Direkt Bild zu diesem Denkmal hochladen | Pfarrhof mit Pfarrhaus, Seitengebäude und Einfriedung mit Pforte                                                          | Kirchberg 2 (Karte)                         | 1602 (Pfarrhaus); 2. Hälfte 19. Jahrhundert (Seitengebäude)                       | Baugeschichtlich und ortsgeschichtlich von Bedeutung. - Pfarrhaus: schlichter, zweigeschossiger Bruchsteinbau verputzt - Seitengebäude: zweigeschossiger, massiver Putzbau, Satteldach, Drempel - Hofmauer mit Pforte zum Kirchhof | 09206550 |
| Direkt Bild zu diesem Denkmal hochladen | Denkmal für die Gefallenen des Ersten Weltkrieges                                                                         | Kirchberg 2 (bei) (Karte)                   | Nach 1918                                                                         | Ortsgeschichtlich von Bedeutung. Tempelartiges Denkmal, Bedachung auf vier scharierten Sandsteinpfeilern, Symbol: Helm auf Eichenlaub und Lorbeer, Inschrift „Ihren Gefallenen Helden 1914–1918 der Gemeinde Burkersdorf“, Gefallene namentlich aufgelistet, vier Dreiecksgiebel mit verschiedener Symbolik: Kreuz auf Eichenlaub, Dolche auf Eichenlaub, Anker und Fackeln, Kreuz des Krieges. | 09206552 |

## Dittersbach
| Bild                                    | Bezeichnung                                                                           | Lage                  | Datierung | Beschreibung | ID       |
| --------------------------------------- | ------------------------------------------------------------------------------------- | --------------------- | --- | --- | -------- |
| Weitere Bilder                          | Kirche mit Ausstattung und Kirchhof mit Einfriedungsmauer sowie vier Grabmale         | Bergstraße (Karte)    | Vor 1700 (Kirche); 1680 (Altar); 17. Jahrhundert (Kanzel); um 1700 (Empore); 1800–1820 (Felderdecke)                                              | Saalkirche mit markantem Dachreiter und bemerkenswerter Innenausstattung, baugeschichtlich, ortsgeschichtlich und künstlerisch von Bedeutung | 09206795 |
| Direkt Bild zu diesem Denkmal hochladen | Denkmal für die Gefallenen des Ersten und Zweiten Weltkrieges                         | Bergstraße (Karte)    | Nach 1918; nach 1945 | Ortsgeschichtlich von Bedeutung. Einfacher Stein, Bruchsteinquader mit Lisenengliederung und Bekrönungsplatte, Inschrift eingemeißelt. | 09206794 |
| Direkt Bild zu diesem Denkmal hochladen | Pfarrhaus und Scheune des Pfarrhofes                                                  | Bergstraße 2 (Karte)  | Bezeichnet mit 1821 | Zeit- und landschaftstypische verbretterte Fachwerkhäuser, in sehr gutem Originalzustand, von baugeschichtlicher und ortsgeschichtlicher Bedeutung. - Pfarrhaus: vermutlich in zwei Etappen gebaut, im Winkel aneinander gebaut, zweigeschossig, Fachwerk-Obergeschoss verbrettert, die Verbretterung unten mit Segmentbogenschnitt, Hausflur mit Gneisplatten belegt, Deckleisten, Erdgeschoss massiv verputzt, kräftiges Portal, mit Schlussstein bezeichnet mit 1821 (Rest nicht lesbar), Gewände schariert, heute zweiflügelige Haustür (um 1900) - im Winkel angebaut: ebenfalls zweigeschossiges Gebäude, sehr schöne Korbbogenfenster, Fachwerk-Obergeschoss, Krüppelwalmdach - Scheune: eingeschossig, Fachwerk, verbrettert, Satteldach mit altdeutscher Schieferdeckung, der hintere Teil massiv ausgeführt | 09206793 |
| Direkt Bild zu diesem Denkmal hochladen | Wohnstallhaus, zwei Seitengebäude und Scheune sowie drei Torbögen eines Vierseithofes | Bergstraße 33 (Karte) | Bezeichnet mit 1788 (Auszugshaus); um 1800 (Wohnstallhaus und Scheune); bezeichnet mit 1805 (Torbogen); 1. Hälfte 19. Jahrhundert (Seitengebäude) | In sehr gutem Originalzustand geschlossene erhaltene Hofanlage, bemerkenswert die erhaltenen Torbögen, baugeschichtlich, wirtschaftsgeschichtlich und ortsbildprägend von Bedeutung. Geschlossen erhaltene Hofanlage von hohem sozialgeschichtlichem und baugeschichtlichem Wert. Bei kaum einer der Hofanlagen sind heute noch drei Torbögen vorhanden. - Wohnstallhaus: zweigeschossig, heute massiv, Satteldach, Stichbogenportale mit Schlussstein - Scheune: eingeschossig, massiv, mit Tordurchfahrt und Satteldach, teilweise zweigeschossig, im Giebeldreieck noch Fachwerk - straßenseitiges Seitengebäude: kleiner, zweigeschossiger, dreiachsiger Massivbau, verputzt, Krüppelwalmdach - 2. Seitengebäude: zweigeschossig, teilweise noch Fachwerk-Obergeschoss verbrettert, massiver Giebel, Krüppelwalmdach, Erdgeschoss massiv, Garageneinbau, dort Schlussstein 1788 - 1. Torbogen zur Straße: sehr schmaler aus Sandstein bestehender Torbogen mit Schlussstein bezeichnet mit „No.Zf.R. 1829“ - hinterer feldseitiger Torbogen: Sandstein, große breite Toranlage, mit Schlussstein bezeichnet mit „R 1805“, darüber vermutlich noch eine Schrifttafel ohne Initialen, mit Biberschwänzen gedeckt, Bruchsteinmauerwerk - 3. Torbogen: aus der gleichen Bauzeit wie der am Eingang, heute zugesetzt, vermutlich 1788 | 09206790 |
| Direkt Bild zu diesem Denkmal hochladen | Wohnstallhaus eines ehemaligen Vierseithofes                                          | Bergstraße 36 (Karte) | 1. Hälfte 19. Jahrhundert | Zeittypisches, das Ortsbild prägendes Fachwerkhaus, baugeschichtlich von Bedeutung. Zweigeschossig, lang gestreckt, regelmäßiges Fachwerk-Obergeschoss mit Eckstreben, Erdgeschoss massiv, im Wesentlichen erhalten, Satteldach, eines der wenigen noch erhaltenen Wohnstallhäuser in diesem Teil des Dorfes. | 09206789 |
| Direkt Bild zu diesem Denkmal hochladen | Wohnhaus eines Bauernhofes                                                            | Bergstraße 60 (Karte) | Mitte 19. Jahrhundert | Landschaftsprägendes Fachwerkhaus, baugeschichtlich von Bedeutung. Erdgeschoss massiv, Obergeschoss Fachwerk verbrettert, Tür im Obergeschoss, Giebel Fachwerk, Satteldach. | 09206607 |

## Kleinbobritzsch
| Bild                                    | Bezeichnung | Lage                                    | Datierung | Beschreibung | ID       |
| --------------------------------------- | --- | --------------------------------------- | --- | --- | -------- |
| Weitere Bilder                          | Wohnstallhaus und Scheune eines ehemaligen Kleinbauernhofes (Geburtshaus von Gottfried und Andreas Silbermann) | Freitaler Straße 4 (Karte)              | Um 1720 | Von regionalhistorischer Bedeutung sowie von baugeschichtlichem Wert als eines der ältesten Wohnbauten des Ortes. Erdgeschoss massiv, Obergeschoss Fachwerk, Tür im Obergeschoss, über Haustür bezeichnet mit „C. F. Kohler“, ehemalige Kleinbauernwirtschaft, Giebelseite verlängert, an Giebelseite parallel zu Fußstreben Kopfstreben angeordnet, Lebensbaum angedeutet, Erneuerung Fenster. | 09206540 |
| Direkt Bild zu diesem Denkmal hochladen | Östliches und südliches Seitengebäude eines Vierseithofes                                                      | Freitaler Straße 7 (Karte)              | Um 1800 | Landschafts- und zeittypische Wirtschaftsgebäude, fast original erhalten, baugeschichtlich und sozialgeschichtlich von Bedeutung. - 1. Seitengebäude: Erdgeschoss massiv, Obergeschoss Fachwerk, zum Teil verbrettert, Giebel verbrettert, original erhaltene Schiebefenster - 2. Seitengebäude: Erdgeschoss massiv, Obergeschoss Fachwerk verbrettert, original erhaltene Schiebefenster | 09206542 |
| Direkt Bild zu diesem Denkmal hochladen | Wohnstallhaus, Seitengebäude und Scheune eines Dreiseithofes sowie Wassertrog                                  | Freitaler Straße 11 (Karte)             | Vor 1800 (Seitengebäude); um 1800 (Scheune); 1. Hälfte 19. Jahrhundert (Wohnstallhaus)                          | Für das Ortsbild markanter Bauernhof in Fachwerkbauweise, baugeschichtlich und wirtschaftsgeschichtlich von Bedeutung, Wohnstallhof mit Wassertrog vor dem Haus. - Wohnstallhaus: Erdgeschoss massiv, Obergeschoss mit Fachwerk, Rückseite massiv, verändert, große Fenster, feldseitig angeordnet (untypische Anordnung), teilsaniert, Sanierung Fenster - Scheune: Fachwerk, Giebel verbrettert, Heuaufzug, gut erhalten - Seitengebäude: Erdgeschoss massiv, Obergeschoss Fachwerk verbrettert, gut erhalten | 09206539 |
| Direkt Bild zu diesem Denkmal hochladen | Ehemalige Schule (heute Wohnhaus)                                                                              | Freitaler Straße 21 (Karte)             | 1906 | Vom Heimatstil beeinflusster, qualitätvoller Bau mit verbrettertem Obergeschoss, baugeschichtlich und ortsgeschichtlich von Bedeutung. Zweigeschossig, Erdgeschoss verputzt, Obergeschoss möglicherweise Fachwerk, verbrettert, an die örtliche Bauweise angepasstes Gebäude, mit unregelmäßiger Dachgliederung und unregelmäßigem Grundriss, das Dach teilweise Krüppelwalm-, teilweise Satteldach, am Giebeldreieck Uhr sowie Dachreiter eventuell für eine Glocke, mit Welscher Haube, spitzauslaufend, Fenster original erhalten, teilweise verändert, nur die Giebelseite qualitätvoll gestaltet, die anderen beiden Hausseiten sind einfacher. Bauweise Schule erinnert an Bauweise eines Wohnhauses. Denkmalwert: ortsgeschichtlicher Wert. Neueindeckung Dach. | 09206786 |
| Direkt Bild zu diesem Denkmal hochladen | Wohnstallhaus, Seitengebäude und Scheune eines Dreiseithofes sowie Hofbaum                                     | Freitaler Straße 23 (Karte)             | Um 1800 (Wohnstallhaus und Seitengebäude); 19. Jahrhundert (Scheune)                                            | Gut erhaltener Bauernhof in Fachwerkbauweise, baugeschichtlich und ortsbildprägend von Bedeutung. Baugeschichtlicher Wert der Gebäude als Beispiel ländlicher Bauweise des 19. Jahrhunderts, sowie ortsbildprägende Bedeutung aufgrund der dominanten Hanglage. - Wohnstallhaus: großes, langgestrecktes Gebäude mit Fachwerk-Obergeschoss, Streben, holzreich, regelmäßig, Erdgeschoss massiv, verputzt, Anordnung der Fenster und Türöffnungen beibehalten, Satteldach, Heuluke - Seitengebäude an der hinteren Hofseite (feldseitig): Tordurchfahrt, zweigeschossig, Erdgeschoss massiv, geteilte Stalltüren, Fachwerk im Obergeschoss verbrettert, Satteldach - daran angebaute Scheune: zweigeschossig, Fachwerk verbrettert, Mansarddach - großer Hofbaum (Kastanie) | 09206642 |
| Direkt Bild zu diesem Denkmal hochladen | Denkmal für die Gefallenen des Ersten Weltkrieges                                                              | Freitaler Straße 23 (unterhalb) (Karte) | Nach 1918 | Ortsgeschichtlicher Wert. Stein grob behauen, mit eingemeißelter Schrift, heute verwittert, nachträglich aufgesetzte Inschrifttafel mit der Inschrift „Die Toten mahnen – erhaltet den Frieden“, sowie Darstellung eines Helms, hinter dem Helm gekreuzt, Dolch und Handgranate, schlichter Stein, unmittelbar an der Dorfstraße stehend. | 09206788 |
| Direkt Bild zu diesem Denkmal hochladen | Wohnstallhaus, Seitengebäude und Scheune eines Dreiseithofes                                                   | Freitaler Straße 25 (Karte)             | Um 1800 (Seitengebäude); Mitte 19. Jahrhundert (Wohnstallhaus); 19. Jahrhundert (Scheune)                       | Geschlossen erhaltene Hofanlage in Fachwerkbauweise, baugeschichtlich und ortsbildprägend von Bedeutung. Alle Gebäude in sehr gutem Originalzustand, daher wichtig aus sozialgeschichtlichen, baugeschichtlichen und ortsgeschichtlichen Gründen. - Wohnstallhaus: zweigeschossig, Fachwerk-Obergeschoss, flachgeneigtes Satteldach, an den Schweitzer Stil erinnernd, Erdgeschoss massiv, verputzt, Graupelputz, Natursteingewände, fachwerksichtig mit Ausnahme des hinteren Giebels, dort verbrettert, hintere Traufseite verbrettert - Seitengebäude: zweigeschossig, Fachwerk-Obergeschoss, verbrettert, Erdgeschoss massiv, Satteldach mit Schopf, an Feldseite des Hofes stehend - Stallscheune: zweigeschossig, Fachwerk verbrettert, flachgeneigtes Satteldach | 09206643 |
| Direkt Bild zu diesem Denkmal hochladen | Südliches Seitengebäude (ehemalige Stellmacherei) eines ehemaligen Vierseithofes                               | Freitaler Straße 29 (bei) (Karte)       | 1. Hälfte 19. Jahrhundert                                                                                       | Obergeschoss Fachwerk, baugeschichtlich und heimatgeschichtlich von Bedeutung. - südliches Seitengebäude (ursprünglich Stellmacherwerkstatt): in sehr gutem Originalzustand, zweigeschossig, Fachwerk-Obergeschoss verbrettert, mit alten Schiebefenstern, Satteldach, Erdgeschoss Bruchstein teilweise verputzt, großes Holztor (vermutlich nachträglich eingebaut), alle Gebäude ehemals im Originalzustand - das 4. Gebäude zur Straße (Nummer 28) verändert (deshalb kein Denkmal) - westliches (altes) Wohnstallhaus (Nummer 29): zweigeschossig, Fachwerk-Obergeschoss, sparsames Fachwerk, Erdgeschoss massiv: Bruchstein- und Ziegelmauerwerk, verputzt, Satteldach, heute leerstehend, Streichung 2015, ruinös - Scheune: eingeschossig mit Drempelgeschoss, Satteldach, verbrettert, Abbruch vor 2014 | 09206640 |
| Direkt Bild zu diesem Denkmal hochladen | Wohnstallhaus, Seitengebäude und Scheune eines Bauernhofes                                                     | Freitaler Straße 33 (Karte)             | Vor 1800 (Seitengebäude); um 1800 (Wohnstallhaus); 2. Hälfte 19. Jahrhundert (Scheune)                          | Geschlossen erhaltenes ländliches Bauensemble von baugeschichtlicher und ortsbildprägender Bedeutung, aufgrund der Lage am Ortsanfang. - Wohnstallhaus: Fachwerk-Obergeschoss, Erdgeschoss massiv, Satteldach, Fachwerk vermutlich um 1800, Erdgeschoss unterfahren - Scheune: 1-1/2-geschossig, Fachwerk verbrettert, flachgeneigtes Satteldach - Seitengebäude: zweigeschossig, Fachwerk-Obergeschoss verbrettert, Erdgeschoss massiv, steileres Satteldach, vorstehendes Dach (Schauer) Verschiedene Anbauten beeinträchtigen Gesamtansicht nicht wesentlich, Sanierung Stall/Anbau. | 09206639 |
| Direkt Bild zu diesem Denkmal hochladen | Altes Forsthaus (Häuslerhaus)                                                                                  | Freitaler Straße 34 (Karte)             | Um 1800 | Landschafts- und zeittypisches, verkleidetes Fachwerkhaus, baugeschichtlich von Bedeutung. Zweigeschossig, Fachwerk-Obergeschoss verbrettert, Erdgeschoss massiv, Satteldach, ein zu großes Fenster im Giebeldreieck, sonst guter Originalzustand, Fenstergrößen und Fensteranordnungen beibehalten, Fenster eingefasst mit kleinem Holzrahmen und kleinen Dreiecksgiebelverdachung, typische Bauweise, Stall noch erhalten. | 09206638 |
| Direkt Bild zu diesem Denkmal hochladen | Häuslerhaus | Freitaler Straße 37 (Karte)             | Um 1800 | Zeit- und landschaftstypisches, verbrettertes Fachwerk-Wohnhaus von ortsbildprägender und baugeschichtlicher Bedeutung. Zweigeschossig, Fachwerk-Obergeschoss verbrettert, schöne Holzverschalung, mit Tropfnasen am unteren Ende der Bretter, Tür im Obergeschoss über der Hauseingangstür, Erdgeschoss massiv, Graupelputz, am Stall Brettertür, die Haustür verändert, Fenstergewände und Türportale Naturstein (Stichbogenportale), neben der Hauseingangstür schmales Fenster zur Belichtung des Hausflures (Schiebefenster), ansonsten noch schöne zweiflüglige Fenster, Fenster im Obergeschoss eingerahmt von kleinem Holzrahmen und kleiner Dreieckgiebelverdachung, Satteldach, Haus steht unmittelbar an der Straße, ist aufgrund des sehr guten Originalzustandes bemerkenswert und straßenbildprägend. | 09206641 |
| Direkt Bild zu diesem Denkmal hochladen | Mühlenanwesen bestehend aus Mühlenwohnhaus, altem Wohnhaus und Scheune                                         | Freitaler Straße 40 (Karte)             | Vor 1800 (altes Wohnhaus); um 1905 (Scheune); Bezeichnet mit 1922 (neues Wohnmühlengebäude oder Müllerwohnhaus) | Gut erhaltener Komplex in der Ortsmitte von ortsgeschichtlicher, baugeschichtlicher und technikgeschichtlicher Bedeutung. - Wohnhaus: Sockel Polygonmauerwerk, Naturstein, Haus verputzt, zweigeschossig, Mansarddach mit Schopf, im Putz bezeichnet mit „K. Kröhnert, 1922.“ - altes Wohnhaus: mit dem neuen Wohnhaus verbunden, Fachwerk-Obergeschoss, Erdgeschoss massiv, Krüppelwalmdach - Scheune: im Schweizer Stil, zweigeschossig, Obergeschoss Fachwerk verbrettert, Erdgeschoss massiv, Tür aus der Erbauungszeit, einjochige Kumthalle, vermutlich im Erdgeschoss Pferdestall, Obergeschoss ein vorkragender Erker mit Zierfachwerk, Mansarddach, Hocheinfahrt zur Straße, Verbretterung mit Deckleisten, Giebel diagonal verschalt, dadurch interessante Zierornamentik - Seitengebäude (Abbruch vor 2015): zweigeschossig, massiv, Graupelputz mit Putzfaschen, schöne Holztüren, einflüglig bzw. zweiflüglig, flachgeneigtes Satteldach, Würfelfries am Kranzgesims | 09206635 |
| Direkt Bild zu diesem Denkmal hochladen | Wohnstallhaus und Scheune eines ehemaligen Mühlenanwesens (ehemalige Glasermühle)                              | Silbermannweg 5 (Karte)                 | Am Schlussstein des Türportals bezeichnet mit 1780 (Mühle); Ende 18. Jahrhundert (Scheune)                      | Baugeschichtlich und ortsgeschichtlich von Bedeutung. - Wohnstallhaus: Erdgeschoss massiv, Obergeschoss: Fachwerk verbrettert bezeichnet am Schlussstein mit 1780, leicht verändert, dennoch im Ortsbild dominant, Heuaufzug, Stichbogenportal - Scheune: Erdgeschoss massiv, Obergeschoss Fachwerk verbrettert mit Schlussstein | 09206537 |
| Direkt Bild zu diesem Denkmal hochladen | Häuslerhaus | Silbermannweg 16 (Karte)                | Um 1800 | Zweigeschossiger, gut erhaltener Fachwerk-Bau, von ortsbildprägender und baugeschichtlicher Bedeutung. Fachwerk-Obergeschoss verbrettert, Erdgeschoss massiv, Satteldach, alles gut erhalten, insbesondere das Fachwerk im Obergeschoss, regelmäßig angeordnete Fenster, vermutlich eine Tür im Erdgeschoss zugesetzt. | 09206636 |
| Direkt Bild zu diesem Denkmal hochladen | Wohnstallhaus und Scheune eines Zweiseithofes                                                                  | Silbermannweg 18 (Karte)                | Um 1800 (Wohnstallhaus); um 1870 (Scheune)                                                                      | Geschlossen erhaltene Hofanlage, baugeschichtlich und ortsbildprägend von Bedeutung. Ganze Anlage erhöht über dem Dorf liegend, daher von ortsbildprägender Bedeutung. Bauten in gutem Originalzustand, sie dokumentieren die ländliche Bauweise des 19. Jahrhunderts. - Wohnstallhaus: zweigeschossig, Fachwerk-Obergeschoss, Erdgeschoss massiv, flachgeneigtes Satteldach, regelmäßig angeordnete Fenster, das Erdgeschoss vermutlich um 1800, das Obergeschoss und Dachgeschoss nach Brand um 1874 neu ausgeführt, heute im Hof massiver Türvorbau, vermutlich aus den 1960er Jahren, mit Balkon, keine weiteren entstellenden Veränderungen - Scheune: winkelförmig gebaut, teilweise eingeschossig, teilweise zweigeschossig, Fachwerk verbrettert mit Satteldach | 09206637 |

## Nassau
| Bild                                    | Bezeichnung | Lage                              | Datierung | Beschreibung | ID       |
| --------------------------------------- | --- | --------------------------------- | --- | --- | -------- |
| Weitere Bilder                          | Wegestein | (Flurstück 944/1) (Karte)         | 19. Jahrhundert | Verkehrsgeschichtlich von Bedeutung. Natursteinsäule mit kronenartigem Abschluss, ca. 1984 im Straßengraben gefunden und von Kulturbundmitgliedern sichergestellt, von Jürgen Hörnig restauriertes Schriftbild der Säule (Richtungs- und Entfernungsangaben), 1993 erneute Restaurierung. | 09206593 |
| Direkt Bild zu diesem Denkmal hochladen | Häuslerhaus | Am Waldpark 1 (Karte)             | 1. Drittel 18. Jahrhundert                                                                                             | Zeit- und landschaftstypisches Fachwerk-Haus, baugeschichtlich und hausgeschichtlich von Bedeutung. Erdgeschoss massiv, Obergeschoss Fachwerk mit zum Teil aufgeblatteten Fußstreben, Frackdach, originale Fenster, einriegeliges Fachwerk mit Tür im Obergeschoss. | 09206605 |
| Direkt Bild zu diesem Denkmal hochladen | Wohnstallhaus mit Wasserhaus und Scheune eines Dreiseithofes | Dorfstraße 1 (Karte)              | Bezeichnet mit 1781 (Wohnstallhaus); nach 1800 (Scheune)                                                               | Teil der älteren Bebauung des Ortes in Fachwerkbauweise, baugeschichtlich und wirtschaftsgeschichtlich von Bedeutung. - Wohnstallhaus: Erdgeschoss massiv, Obergeschoss Fachwerk, Anbau traufseitig, Satteldach, Wasserhaus mit Quelle - Scheune: Fachwerk verbrettert, in den 20er Jahren aufgestockt, Satteldach | 09206561 |
| Direkt Bild zu diesem Denkmal hochladen | Wegestein | Dorfstraße 1 (bei) (Karte)        | 19. Jahrhundert | Verkehrsgeschichtlich von Bedeutung | 09307213 |
| Direkt Bild zu diesem Denkmal hochladen | Scheune und zwei Seitengebäude eines Vierseithofes | Dorfstraße 6, 6a (Karte)          | Um 1800 | Gut erhaltene bäuerliche Wirtschaftsgebäude in Fachwerkbauweise, baugeschichtlich und wirtschaftsgeschichtlich von Bedeutung. - Scheune: Steinsockel, Fachwerk verbrettert, steiles Satteldach - 1. Seitengebäude: Erdgeschoss massiv, Obergeschoss Fachwerk (aufgebrettert), Giebel verbrettert, Satteldach - 2. Seitengebäude: Erdgeschoss massiv, Obergeschoss Fachwerk, Giebel verbrettert, Satteldach | 09206562 |
| Direkt Bild zu diesem Denkmal hochladen | Wohnhaus, Seitengebäude und Scheune eines Dreiseithofes | Dorfstraße 11 (Karte)             | 1. Hälfte 19. Jh. (Seitengebäude); 2. Hälfte 19. Jahrhundert (Wohnstallhaus); um 1900 (Scheune)                        | Landschaftstypische gut erhaltene Hofanlage, baugeschichtlich und wirtschaftsgeschichtlich von Bedeutung. - Wohnhaus: massiv, Giebel verbrettert, Satteldach, Scheune: Erdgeschoss massiv, Obergeschoss Fachwerk verbrettert, Satteldach - Seitengebäude: Erdgeschoss massiv, Obergeschoss Fachwerk verbrettert, Satteldach, preußisches Kappengewölbe im Inneren | 09206563 |
| Direkt Bild zu diesem Denkmal hochladen | Wohnstallhaus mit angebautem Scheunentrakt | Dorfstraße 18 (Karte)             | 2. Hälfte 19. Jahrhundert, in Teilen vermutlich älter                                                                  | Charakteristisches, landschaftstypisches Gebäude in straßenbildprägender Lage, baugeschichtlich von Bedeutung. Verputztes Wohnhaus, Tür im Obergeschoss, Scheunenanbau mit Fachwerk verbrettert, Fenstergröße im Obergeschoss und Erdgeschoss, original erhalten. | 09206566 |
| Direkt Bild zu diesem Denkmal hochladen | Wohnstallhaus, Seitengebäude und zwei Scheunen eines Vierseithofes | Dorfstraße 23 (Karte)             | 2. Hälfte 18. Jahrhundert (Seitengebäude); 2. Hälfte 19. Jahrhundert (Wohnstallhaus); um 1900 (Scheune)                | Sehr gut erhaltene und geschlossene Hofanlage, baugeschichtlich, wirtschaftsgeschichtlich und ortsbildprägend von Bedeutung. - Wohnstallhaus: massiv, neue Fenster nach Originalen, Wassertrog, Satteldach - Scheune: Fachwerk verbrettert - Seitengebäude: Erdgeschoss massiv, Obergeschoss Fachwerk, Giebel verbrettert, Schiebefenster - Scheune: Erdgeschoss massiv, Obergeschoss Fachwerk, Giebel verbrettert | 09206567 |
| Direkt Bild zu diesem Denkmal hochladen | Wohnstallhaus und Scheune | Dorfstraße 28 (Karte)             | Nach 1848 | Landschafts- und zeittypische ländliche Bauten in Fachwerkbauweise und gutem Originalzustand, baugeschichtlich und straßenbildprägend von Bedeutung. - Wohnhaus: Erdgeschoss massiv, Obergeschoss Fachwerk verbrettert, altdeutsche Schieferdeckung, Giebel verschiefert - Scheune: Fachwerk verbrettert | 09206569 |
| Direkt Bild zu diesem Denkmal hochladen | Wohnstallhaus und Scheune eines ehemaligen Vierseithofes | Dorfstraße 30 (Karte)             | 2. Hälfte 18. Jahrhundert                                                                                              | Zeit- und landschaftstypisches Gebäudeensemble mit ortsbildprägendem Wohnhaus, baugeschichtlich und wirtschaftsgeschichtlich von Bedeutung. - Wohnstallhaus: Erdgeschoss massiv, Obergeschoss Fachwerk - Scheune: Fachwerk verbrettert, ortsbildprägend | 09206568 |
| Direkt Bild zu diesem Denkmal hochladen | Wohnstallhaus und Scheune eines Gehöfts | Dorfstraße 40 (Karte)             | Um 1700 (Wohnstallhaus); Ende 19. Jahrhundert (Scheune)                                                                | Sehr gut erhaltene, landschaftstypische Fachwerkkonstruktion, baugeschichtlich und wirtschaftsgeschichtlich von Bedeutung. - Wohnhaus: Erdgeschoss massiv, Obergeschoss Fachwerk, (einriegliges Fachwerk), Giebel verschiefert, sehr kleine Fenster (original an Hofseite), Schieferdach - Scheune: Fachwerk, teils verbrettert, altdeutsche Schieferdeckung | 09206575 |
| Direkt Bild zu diesem Denkmal hochladen | Flurbegrenzungsstein | Dorfstraße 47 (vor) (Karte)       | Wahrscheinlich 17. Jahrhundert                                                                                         | Geschichtlicher Wert, Dokument für Vermessungstechnik. Aufrecht stehender Gneisblock, nach oben sich verjüngend, Krone und Nummerierung 70/75. | 09206591 |
| Direkt Bild zu diesem Denkmal hochladen | Gedenkstein für Karl Gotthilf Steiger | Dorfstraße 47 (vor) (Karte)       | Bezeichnet mit 1912 | Zur Erinnerung an den letzten Erbrichter Nassaus Karl Gotthilf Steiger (1794–1843), von ortsgeschichtlichem Wert. Großer aufrecht stehender Granitblock von Arthur Hugo Göpfert, Architekt, Baumeister aus Frauenstein, mit gestockter Platte, nach oben abgerundet. Beschriftung an der Südost-Seite: „Zum Gedächtnis des um Nassau Hochverdienten Erbrichters Karl Gotthilf Steiger geboren 1794, gestorben 1843“. | 09206589 |
| Direkt Bild zu diesem Denkmal hochladen | Zwei Flurbegrenzungssteine | Dorfstraße 47 (vor) (Karte)       | Wahrscheinlich 17. Jahrhundert                                                                                         | Geschichtlicher Wert, Dokument für Vermessungstechnik. Aufrecht stehender Gneisblock, nach oben sich verjüngend, Krone und Nummerierung 72, 75, rechteckiger Gneisblock, Ecken abgerundet, Krone und Nummerierung 73. | 09206590 |
| Direkt Bild zu diesem Denkmal hochladen | Wohnhaus | Dorfstraße 49 (Karte)             | Mitte 19. Jahrhundert                                                                                                  | Mit Bäckerei, schlichter Fachwerkbau von städtebaulichem Wert. Zweischossig, Erdgeschoss massiv mit Schaufenstern, Fachwerk-Obergeschoss, verändert durch zu große Fensteröffnungen, flach geneigtes Satteldach, Schieferdeckung, durch dominante Lage im Straßenzug städtebauliche Bedeutung. | 09206506 |
| Direkt Bild zu diesem Denkmal hochladen | Ehemalige Schule (Schulhaus Nassau, Alte Obere Schule) | Dorfstraße 50 (Karte)             | Bezeichnet mit 1871 | In Kirchnähe errichteter Fachwerkbau, baugeschichtlich und ortsgeschichtlich von Bedeutung. Erdgeschoss massiv, Obergeschoss Fachwerk verbrettert, Giebel verbrettert, originale Haustür mit Inschrift in der Türrahmung (am Stichbogen) „1871 Schulhaus Nassau“, Satteldach. | 09206579 |
| Direkt Bild zu diesem Denkmal hochladen | Wohnhaus | Dorfstraße 60 (Karte)             | Bezeichnet mit 1845 | Ehemalige „conceptionierte Materialwarenhandlung A. F. Menzel“, stattlicher Fachwerkbau in markanter Lage, baugeschichtlich und ortsbildprägend von Bedeutung. - Wohnhaus: über ehemals hakenförmigem Grundriss, Erdgeschoss massiv, Obergeschoss Fachwerk, zum Teil originale Fenster, Giebel verbrettert, Krüppelwalmdach, Eingangsportal bezeichnet mit „A.F. M. 1845“ - Stall (Abbruch vor 2014): preußisches Kappengewölbe, Erdgeschoss massiv, Obergeschoss Fachwerk, hintere Traufseite verputzt | 09206581 |
| Direkt Bild zu diesem Denkmal hochladen | Drei Flurbegrenzungssteine | Dorfstraße 63 (gegenüber) (Karte) | Wahrscheinlich 17. Jahrhundert                                                                                         | Geschichtlicher Wert, Dokument für Vermessungstechnik. Drei große aufrecht stehende Gneisblöcke, nach oben verjüngend, Krone und Nummerierung 71., 69, 171, eingemauert in Mauer, drei Grenzsteine des Kammergutes Rechenberg – die Steine zeigten die Grenze zwischen den Feldern des Kammergutes Rechenberg und den Bauerngütern von Nassau. | 09206564 |
| Direkt Bild zu diesem Denkmal hochladen | Wohnstallhaus eines Dreiseithofes | Dorfstraße 65 (Karte)             | Um 1800 | Landschafts- und zeittypischer Fachwerkbau, baugeschichtlich von Bedeutung. Erdgeschoss massiv, Obergeschoss Fachwerk, verbrettert, Giebel verkleidet und verbrettert, Satteldach. | 09206583 |
| Direkt Bild zu diesem Denkmal hochladen | Ehemaliges Wohnstallhaus eines ursprünglichen Zweiseithofes | Dorfstraße 68 (Karte)             | Nach 1800 | Landschafts- und zeittypischer Fachwerkbau, baugeschichtlich und ortsbildprägend von Bedeutung. Erdgeschoss massiv, Obergeschoss Fachwerk, Giebel Fachwerk zum Teil verbrettert und verschiefert. | 09206584 |
| Direkt Bild zu diesem Denkmal hochladen | Wohnstallhaus, zwei Seitengebäude, Scheune und Kellerhäuschen eines Vierseithofes | Dorfstraße 79 (Karte)             | 1894 (südliches Seitengebäude); 1895 (Wohnstallhaus); 1914 (nördliches Seitengebäude); 18. Jahrhundert (Kelleranlagen) | Gut erhaltenes Ensemble ländlicher Wohn- und Wirtschaftsräume von baugeschichtlicher und landschaftsprägender Bedeutung. Ensemble gut erhalten, Gebäude in ihrer ursprünglichen Art kaum verändert, oberhalb Dorf liegend, weithin sichtbar, sehr einheitlich wirkend, baugeschichtlicher, geschichtlicher und ortsbildprägender Wert. - Wohnhaus: Baumeister Louis Fischer, traditionelle Bauweise, massives Erdgeschoss verputzt, Fachwerk verputzt bzw. verkleidet, Satteldach, Fachwerk mit Ziegelausfachung, innen originale Raumstruktur, Obergeschoss mit Kammergang - Scheune: ältester Bau des Hofes, 1881 giebelseitig erweitert, durch Baumeister A. F. Fischer aus Nassau, 1889 weitere Erweiterung, Aufsatz Drempelgeschoss durch A. H. Gämlich, Fachwerk mit Holzverschalung, eingeschossig mit Drempelgeschoss, Satteldach mit Schieferdeckung, innen eine Tenne mit Lehmbogen, zwei Bausen - Keller: 18. Jahrhundert, Fachwerküberbau 1892 von Baumeister A. H. Gämlich, als Geräteremise gebaut - Seitengebäude: als Wagenschuppen 1894 von Nassauer Baumeister Louis Fischer erbaut (hinterer Hofabschluss), eingeschossig mit Drempelgeschoss, Erdgeschoss massiv, Fachwerk verbrettert, Drempelgeschoss, Schieferdachdeckung, 1939 Anbau Hühnerstall - 2. Seitengebäude (Straßenseite): 1914 von Baumeister Louis Fischer erbaut, Erdgeschoss Wagenremise und Pferde- und Rinderstall, Obergeschoss Heubogen, massiv verputzt, zweigeschossig, Fenstergewände, Fenster mit sprossengeteilten Oberlichtern, flachgeneigtes Satteldach mit verzierten Pfettenköpfen, weit vorkragend. | 09206796 |
| Direkt Bild zu diesem Denkmal hochladen | Denkmal für Friedrich Paul | Dorfstraße 80 (vor) (Karte)       | 1851 | Ortsgeschichtlich von Bedeutung. Großer, aufrecht stehender Stein aus sächsischem Sandstein, 1927 neben das noch heute vorhandene ehemalige Gemeindeamt gesetzt. Friedrich Paul (geb. 1786 in Frauenstein, gest. 1875) wurde durch seine fortschrittliche landwirtschaftliche Tätigkeit bekannt, verfasste zwei landwirtschaftliche Bücher. | 09206565 |
| Direkt Bild zu diesem Denkmal hochladen | Wohnstallhaus und Scheune eines Bauernhofes | Dorfstraße 100 (Karte)            | Um 1800 (Bauernhaus); 19. Jahrhundert (Scheune)                                                                        | Ursprünglich erhaltener Gebäudekomplex in ortsbildprägender Lage, baugeschichtlich und wirtschaftsgeschichtlich von Bedeutung. - Wohnhaus: Erdgeschoss massiv, Obergeschoss möglicherweise Fachwerk verputzt oder Ziegelmauerwerk, Winterfenster erhalten, Giebel Fachwerk verkleidet, originale Kubatur, Fassadengliederung erhalten - Scheune: Fachwerk verbrettert | 09206594 |
| Direkt Bild zu diesem Denkmal hochladen | Wohnhaus | Dorfstraße 103 (Karte)            | Anfang 19. Jahrhundert                                                                                                 | Zeittypisches Fachwerkhaus, baugeschichtlich von Bedeutung. Erdgeschoss massiv, Obergeschoss Fachwerk verbrettert, Satteldach mit Schieferdeckung, Giebel-Fachwerk. | 09206595 |
| Direkt Bild zu diesem Denkmal hochladen | Ehemalige Schule (Alte Niedere Schule) | Dorfstraße 117 (Karte)            | Anfang 19. Jahrhundert                                                                                                 | Heute Wohnhaus, baulich leicht veränderter Putzbau von ortsgeschichtlichem Wert. Zweigeschossig, rechteckiger Grundriss, massiver Putzbau, Fassade vereinfacht, Satteldach mit Dachreiter (Uhr- und Glockentürmchen) und großer, mittig angeordneter Gaupe. | 09206492 |
| Direkt Bild zu diesem Denkmal hochladen | Wohnstallhaus eines ehemaligen Bauernhofes | Dorfstraße 118 (Karte)            | Um 1800 | Sehr gut erhaltenes Gebäude in Fachwerkbauweise, baugeschichtlich und heimatgeschichtlich von Bedeutung. Erdgeschoss massiv, Obergeschoss Fachwerk verbrettert, Krüppelwalmdach, erhöht am Hang stehend. | 09206606 |
| Direkt Bild zu diesem Denkmal hochladen | Wohnhaus und Werkstattgebäude der ehemaligen Möbelfabrik Richter | Dorfstraße 122 (Karte)            | Nach 1800 (Wohnhaus); bezeichnet mit 1905 (Werkstatt)                                                                  | Markanter, das Ortsbild prägender Gebäudekomplex in Fachwerkbauweise, baugeschichtlich und ortsgeschichtlich von Bedeutung. Aus einem ehemaligen Häusleranwesen hervorgegangene Fabrikanlage. - Wohnhaus: Erdgeschoss massiv, Obergeschoss Fachwerk verbrettert, Giebel verbrettert, Satteldach - Fabrik: zweigeschossig, zum Teil massives Gebäude mit Fachwerk-Elementen, Giebel, Fachwerk Leergesperre verziert, bezeichnet mit „1905, E.R.“ | 09206602 |
| Direkt Bild zu diesem Denkmal hochladen | Wohnhaus eines ehemaligen Dreiseithofes | Dorfstraße 123 (Karte)            | Nach 1800 | Traditionelles, recht schlichtes Fachwerkhaus, baugeschichtlich von Bedeutung. Erdgeschoss massiv, leicht verändert, Obergeschoss Fachwerk, Satteldach. | 09206603 |
| Direkt Bild zu diesem Denkmal hochladen | Häuslerhaus | Dorfstraße 128 (Karte)            | Nach 1800 | Schlichtes traditionelles Fachwerkhaus in gutem Originalzustand, baugeschichtlich von Bedeutung. Erdgeschoss massiv, Obergeschoss Fachwerk, Giebel teils Fachwerk, teils verbrettert, schlichtes Fachwerk mit Eckstreben, altdeutsche Schieferdeckung. | 09206604 |
| Direkt Bild zu diesem Denkmal hochladen | Wohnhaus | Dorfstraße 133 (Karte)            | Mitte 19. Jahrhundert                                                                                                  | Straßenbildprägender Fachwerkbau, baugeschichtlich von Bedeutung. Erdgeschoss massiv, Türgewände, Obergeschoss Fachwerk, Giebel Fachwerk, teilweise verbrettert bzw. verschiefert, Schieferdach. | 09206611 |
| Direkt Bild zu diesem Denkmal hochladen | Wohnstallhaus eines Dreiseithofes | Dorfstraße 147 (Karte)            | Nach 1800 | Weitgehend original erhaltener Fachwerkbau, baugeschichtlich von Bedeutung. Erdgeschoss massiv, Obergeschoss Fachwerk, Satteldach leicht verändert. | 09206609 |
| Direkt Bild zu diesem Denkmal hochladen | Wohnstallhaus, Seitengebäude und Scheune eines ehemaligen Vierseithofes | Gutsweg 5 (Karte)                 | Um 1800 (Wohnstallhaus); Mitte 19. Jahrhundert (Seitengebäude); um 1900 (Scheune)                                      | Markante Hofanlage in Fachwerkbauweise oberhalb des Dorfes, baugeschichtlich und wirtschaftsgeschichtlich von Bedeutung. - Wohnstallhaus: Erdgeschoss massiv, Obergeschoss Fachwerk verbrettert, Satteldach, Giebel verkleidet - Scheune: Sockel massiv, Fachwerk verbrettert - Seitengebäude: Erdgeschoss massiv, Obergeschoss Fachwerk verbrettert, Giebel verbrettert | 09206586 |
| Direkt Bild zu diesem Denkmal hochladen | Südliches Wohnstallhaus, östliches Seitengebäude und westliche Scheune eines ehemaligen Vierseithofes                                                                                               | Gutsweg 6 (Karte)                 | 19. Jahrhundert (Wohnstallhaus); 2. Hälfte 19. Jh. (Scheune); um 1905 (Seitengebäude)                                  | Markante Hofanlage in Fachwerkbauweise oberhalb des Dorfes, baugeschichtlich und wirtschaftsgeschichtlich von Bedeutung. - Wohnstallhaus: Erdgeschoss massiv, Obergeschoss Fachwerk verkleidet, Satteldach, altdeutsche Schieferdeckung - Scheune: Fachwerk verkleidet - Seitengebäude: Erdgeschoss massiv, Obergeschoss Fachwerk verkleidet | 09206587 |
| Direkt Bild zu diesem Denkmal hochladen | Ehemaliges Forsthaus | Kalkstraße 10 (Karte)             | 1779–1780 laut Urkunden                                                                                                | Später Sommerfrische und Ferienheim, original erhaltener Fachwerkbau des 18. Jahrhunderts von baugeschichtlicher und regionalhistorischer Bedeutung. 1779/1780 vom Forstadjunkten (Amtsgehilfen) Johann Gottlieb Glaser gebaut, 1817 vom Fiskus gekauft als Dienstwohnung des Revierförsters, bis 1893 Sitz der Oberförsterei, 1894 von Gendarmerie-Brigadier a. D. Gustav Müller erworben zur Einrichtung einer Sommerfrische, Eröffnung 1894. 1927 Eröffnung Gaststätte durch Frau von Netzer, 1837 Umbauten, seit 1954 im FDGB-Feriendienst (Ferienheim). Zweigeschossig, längsrechteckiger Grundriss, Erdgeschoss massiv mit massivem Vorhaus von 1988, Fachwerk-Obergeschoss mit Verbretterung, Krüppelwalmdach mit halbem Schopf, altdeutsche Schieferdeckung, Dacherker an Traufseite nachträglich, dieser flankiert von Gaupen mit Satteldach, äußere Bauhülle im Wesentlichen original, Anbauten, Vorbau und Nebengebäude ohne Denkmalwert. Innen: Erdgeschoss in ehemaligem Gastraum Fensterlaibungen mit Korbbogenabschluss, Obergeschoss Kammergang, Raumstruktur des Hauses größtenteils erhalten. Denkmalwert: baugeschichtlicher Wert als Fachwerkbau des 18. Jahrhunderts, ortsgeschichtlicher Wert aufgrund wechselvoller Geschichte, Zeugnis für die Entwicklung des Fremdenverkehrs im Osterzgebirge. | 09206738 |
| Direkt Bild zu diesem Denkmal hochladen | Denkmal für die Gefallenen des Ersten Weltkrieges | Kirchweg (Karte)                  | Nach 1918 | Ortsgeschichtlich von Bedeutung. Treppenanlage, Steinblock mit Kriegerhalbrelief und Inschriften der Toten, oberer Abschluss Kreuz. | 09206576 |
| Direkt Bild zu diesem Denkmal hochladen | Wohnhaus und Scheune des Pfarrhofes | Kirchweg 2 (Karte)                | Bezeichnet mit 1796 (Pfarrhaus); Ende 18. Jahrhundert (Pfarrscheune)                                                   | Pfarrhaus stattlicher Fachwerkbau, baugeschichtlich, kirchengeschichtlich und zeitgeschichtlich bedeutungsvolles Zeugnis für den Ort. - Zweigeschossiges, breit gelagertes Wohnhaus: Erdgeschoss massiv, Obergeschoss Fachwerk, Giebel verschiefert, bezeichnet mit 1796, Schieferdach, zum Teil originale Fenster, im Haus schöne Kreuzgratgewölbe, an Straßenseite Fachwerk verschiefert - Scheune: Fachwerk verbrettert, eingeschossig, Schieferdach | 09206578 |
| Weitere Bilder                          | Dorfkirche und Kirchhof Nassau (Sachgesamtheit) | Kirchweg 3 (Karte)                | 1526 | Sachgesamtheit Kirche und Kirchhof Nassau mit folgenden Einzeldenkmalen: Kirche mit Ausstattung, zwei Grabmale, Einfriedungsmauer und Kirchhofstor, Lindenallee nordöstlich der Kirche und Baumreihe entlang der Kirchhofsmauer (siehe 09206577) sowie der Kirchhof als Sachgesamtheitsteil; Saalkirche, Bruchsteinbau mit Walmdach und Dachreiter mit Welscher Haube, baugeschichtlich und ortsgeschichtlich von Bedeutung | 09305640 |
| Weitere Bilder                          | Kirche mit Ausstattung, zwei Grabmale, Einfriedungsmauer und Kirchhofstor, Lindenallee nordöstlich der Kirche und Baumreihe entlang der Kirchhofsmauer (Einzeldenkmale der Sachgesamtheit 09305640) | Kirchweg 3 (Karte)                | 1526 (Kirche); 1729 (Taufengel); 1745–1748 (Orgel); 1816 (Taufe); 1857 (Altar)                                         | Einzeldenkmale der Sachgesamtheit Kirche und Kirchhof Nassau; Saalkirche, Bruchsteinbau mit Walmdach und Dachreiter mit Welscher Haube, baugeschichtlich und ortsgeschichtlich von Bedeutung. - Evangelische Pfarrkirche: Einfache Saalkirche von 1526, Umbau 1855–1858. Restaurierungen 1974 und seit 1993. Verputzter Bruchsteinbau mit eingezogenem, dreiseitig geschlossenem Chor, Strebepfeiler, Walmdach mit Dachreiter und welscher Haube. An der Westseite dreigeschossiger Vorbau mit schlichtem Korbbogenportal und Freitreppe, Korbbogenfenster. Im Innern flachgedeckt, zweigeschossige umlaufende Emporen. Im Chor mehrere Logen. Aus verschiedenen Teilen 1857 zusammengefügter Kanzelaltar, der Korb von 1683 mit kleinen gedrehten Säulen. Vor dem Altar zwei kurze gusseiserne Gitter. Kelchförmige Sandsteintaufe von 1816. Taufengel aus Holz, 1729. Hölzernes Lesepult, weiß gefasst, bezeichnet mit 1750. Silbermannorgel: zweimanualig, 1745–46, noch alte Stimmung, mit schönem Prospekt, weiß und gold gefasst. - zwei Grabmale südwestlich der Kirche am Eingangsbereich: - Grabmal 1 – Steinpostament mit Urne und Putte (um 1800) - Grabmal 2 – Kreuz als symbolische Baumdarstellung, Fels imitierender Sockel (1. Hälfte 19. Jahrhundert) | 09206577 |
| Direkt Bild zu diesem Denkmal hochladen | Seitengebäude (Nr. 7) und Scheune (Nr. 6) eines Vierseithofes | Mühlenweg 6, 7 (Karte)            | Nach 1900 | Bildprägende Gebäude in Fachwerkbauweise, baugeschichtlich und wirtschaftsgeschichtlich von Bedeutung. - Scheune: Fachwerk verbrettert, Satteldach - nördliches Seitengebäude: Erdgeschoss massiv, Obergeschoss Fachwerk verbrettert - südliches Seitengebäude (Abbruch bis auf das Erdgeschoss vor 2014, Gebäudereste besitzen keinen Denkmalwert mehr): Erdgeschoss massiv, Obergeschoss Tür zum Teil verschiefert, Fachwerk verbrettert, Giebel zum Teil verschiefert und verbrettert, altdeutsches Schieferdach, bezeichnet im Stichbogenportal mit „A.G.B. 1820“ | 09206600 |
| Direkt Bild zu diesem Denkmal hochladen | Ehemaliges Wohnstallhaus eines Bauernhofes | Mühlenweg 9 (Karte)               | Um 1840 | Zeit- und landschaftstypischer Fachwerkbau in ortsbildprägender Lage, baugeschichtlich von Bedeutung. Erdgeschoss massiv, Obergeschoss Fachwerk verbrettert, Giebel verbrettert, Satteldach, Fenster im Erdgeschoss abgefast, Vorderansicht: regelmäßiges Fachwerk mit Eckstreben. | 09206601 |
| Weitere Bilder                          | Empfangsgebäude und Wirtschaftsgebäude des Bahnhofs Nassau | Ölmühle 1 (Karte)                 | 1876 (Empfangsgebäude); 1881 (Wirtschaftsgebäude)                                                                      | Sanierte Bahnhofsgebäude an der Bahnstrecke Nossen–Moldava v Krušných horách (6614; sä. NM), eisenbahngeschichtlich und baugeschichtlich von Bedeutung. - Empfangsgebäude: massiver Putzbau mit originalen Türen und Fenstern, im Erdgeschoss Rundbogenfenstern, teilweise auch Obergeschoss, an einer Seite Rustikaputz - Nebengebäude: Erdgeschoss massiv, Obergeschoss Fachwerk verbrettert | 09206608 |
| Direkt Bild zu diesem Denkmal hochladen | Wohnhaus (Heinzemannschule) | Poststeig 1 (Karte)               | 1852 | Gut erhaltenes Beispiel der ländlichen Fachwerkbauweise, baugeschichtlich und heimatgeschichtlich von Bedeutung. Erdgeschoss massiv, Obergeschoss Fachwerk, Giebel verbrettert, Satteldach und Schieferdeckung, zum Teil originale Fenster und Winterfenster. | 09206580 |
| Direkt Bild zu diesem Denkmal hochladen | Seitengebäude eines Häusleranwesens | Ratsmühlenweg 1 (Karte)           | Um 1800 | Gehört zur historischen Bebauung des Ortes, Obergeschoss Fachwerk, baugeschichtlich und sozialgeschichtlich von Bedeutung. - Stall: Erdgeschoss massiv (Bruchstein), Obergeschoss: Fachwerk, am Giebel verbrettert - angebauter Scheunenteil, Fachwerk verbrettert, integrierter Scheunenteil Abbruch und Sanierung des Fachwerkgebäudes (Stand 2014) | 09206588 |
| Direkt Bild zu diesem Denkmal hochladen | Wohnstallhaus, Scheune und Seitengebäude eines ehemaligen Vierseithofes | Rechenberger Straße 1 (Karte)     | Um 1800 (Wohnstallhaus); 19. Jahrhundert (Seitengebäude); nach 1900 (Scheune)                                          | Gut erhaltene Hofanlage in Fachwerkbauweise, baugeschichtlich, wirtschaftsgeschichtlich und ortsbildprägend von Bedeutung. - Wohnstallhaus: Erdgeschoss massiv, Obergeschoss Fachwerk, Giebel verbrettert, altdeutsche Schieferdeckung, Wetterhäuschen - Scheune: Steinsockel, Fachwerk verbrettert, altdeutsche Schieferdeckung - Seitengebäude: Erdgeschoss massiv, Obergeschoss verbrettert, Bruchstein Sockel (am Hang gebaut) | 09206572 |
| Direkt Bild zu diesem Denkmal hochladen | Wohnstallhaus, Seitengebäude und Scheune eines ehemaligen Vierseithofes | Röthenhübelweg 3 (Karte)          | Vor 1800 (Wohnstallhaus und Seitengebäude); um 1900 (Scheune)                                                          | In ihrer Struktur weitgehend authentische Hofanlage in Fachwerkbauweise, baugeschichtlich und wirtschaftsgeschichtlich von Bedeutung. - Wohnhaus: Erdgeschoss massiv, Obergeschoss Fachwerk verbrettert, altdeutsches Schieferdach, Giebel teils Fachwerk, teils verbrettert - 1. Scheune: Fachwerk verbrettert - 2. Scheune: Steinsockel, Fachwerk verbrettert - Seitengebäude: Erdgeschoss massiv, Obergeschoss Fachwerk verbrettert, Schieferdach, Giebel verbrettert, originale Schiebefenster Eine Scheune vor 2014 abgebrochen. | 09206597 |
| Direkt Bild zu diesem Denkmal hochladen | Wohnstallhaus des Schäfergutes | Schäfergutstraße 2 (Karte)        | Um 1800 | Markantes und ortsbildprägendes verbrettertes Fachwerk-Gebäude, baugeschichtlich und ortsgeschichtlich von Bedeutung. Erdgeschoss massiv, Obergeschoss Fachwerk verbrettert, Krüppelwalm-Schieferdeckung, Dachhecht. | 09206582 |
| Direkt Bild zu diesem Denkmal hochladen | Schulgebäude mit Hausmeisterwohnung (Grundschule Nassau) | Schulweg 10 (Karte)               | Um 1930 | Im Heimatstil errichtet, baugeschichtlich und ortsgeschichtlich von Bedeutung. Massiver Bau auf Steinsockel, Erdgeschoss massiv, Obergeschoss verbrettert, Dachausbau, Satteldach, Schieferdeckung. | 09206585 |

## Ehemalige Denkmäler

### Ehemaliges Denkmal (Dittersbach)
| Bild                                    | Bezeichnung                                | Lage                  | Datierung | Beschreibung | ID       |
| --------------------------------------- | ------------------------------------------ | --------------------- | --------- | --- | -------- |
| Direkt Bild zu diesem Denkmal hochladen | Wohnstallhaus eines ehemaligen Bauernhofes | Bergstraße 19 (Karte) | Vor 1800  | Original erhaltenes verbrettertes Fachwerkhaus, baugeschichtlich und ortsbildprägend von Bedeutung. Zweigeschossig, langgestreckt, Satteldach, Obergeschoss Fachwerk verbrettert, Giebeldreieck mit schöner Ornament-Schindelverkleidung, Erdgeschoss massiv, schlichte Gestaltung, einfache Tür- und Fenstergewände, Tür im Obergeschoss, steiles Satteldach, möglicherweise sind im Erdgeschoss die Fenster vergrößert worden, durch Lage im Ort von ortsbildprägender Bedeutung, als zeittypisches Fachwerkhaus aus dem 18. Jahrhundert auch von baugeschichtlicher Bedeutung. 2017 abgerissen. | 09206792 |

### Ehemaliges Denkmal (Kleinbobritzsch)
| Bild                                    | Bezeichnung | Lage                        | Datierung           | Beschreibung | ID       |
| --------------------------------------- | ----------- | --------------------------- | ------------------- | --- | -------- |
| Direkt Bild zu diesem Denkmal hochladen | Häuslerhaus | Freitaler Straße 12 (Karte) | Bezeichnet mit 1776 | Charakteristisches Fachwerkhaus, baugeschichtlich und straßenbildprägend von Bedeutung. Erdgeschoss massiv, Obergeschoss Fachwerk, Giebel verbrettert, bezeichnet mit „GF E/AO 1776“ in Schwelle über Eingangstür. Zwischen 2021 und 2024 abgerissen. | 09206538 |

### Ehemalige Denkmäler (Nassau)
| Bild                                    | Bezeichnung                                        | Lage                          | Datierung             | Beschreibung | ID       |
| --------------------------------------- | -------------------------------------------------- | ----------------------------- | --------------------- | --- | -------- |
| Direkt Bild zu diesem Denkmal hochladen | Wohnhaus und Schmiede über hakenförmigen Grundriss | Dorfstraße 42 (Karte)         | 1800                  | Baulich leicht verändert, Zeugnis des Dorfhandwerks, baugeschichtlich und technikgeschichtlich von Bedeutung. - Wohnhaus: verputzt, originale Winterfenster, Rückseite Fachwerk verbrettert - Werkstatt: Fachwerk verbrettert, Satteldach Zwischen 2017 und 2022 aus der Denkmalliste gestrichen. | 09206574 |
| Direkt Bild zu diesem Denkmal hochladen | Wohnhaus                                           | Dorfstraße 111 (Karte)        | Mitte 19. Jahrhundert | Zeittypisches Fachwerkhaus, baugeschichtlich und straßenbildprägend von Bedeutung. Erdgeschoss massiv, Obergeschoss Fachwerk, Giebel verschiefert, teils verbrettert, im Erdgeschoss Fenster verändert. Zwischen 2022 und 2024 aus der Denkmalliste gestrichen.                                   | 09206598 |
| Direkt Bild zu diesem Denkmal hochladen | Wohnstallhaus eines ehemaligen Bauernhofes         | Rechenberger Straße 7 (Karte) | Nach 1800             | Regionaltypischer Fachwerkbau, baugeschichtlich von Bedeutung. Erdgeschoss massiv, Obergeschoss Fachwerk, verbretterte Giebel, Satteldach. Zwischen 2017 und 2022 aus der Denkmalliste gestrichen.                                                                                                | 09206571 |

## Tabellenlegende
- Bild: Bild des Kulturdenkmals, ggf. zusätzlich mit einem Link zu weiteren Fotos des Kulturdenkmals im Medienarchiv Wikimedia Commons. Wenn man auf das Kamerasymbol klickt, können Fotos zu Kulturdenkmalen aus dieser Liste hochgeladen werden:
- Bezeichnung: Denkmalgeschützte Objekte und ggf. Bauwerksname des Kulturdenkmals
- Lage: Straßenname und Hausnummer oder Flurstücknummer des Kulturdenkmals. Die Grundsortierung der Liste erfolgt nach dieser Adresse. Der Link (Karte) führt zu verschiedenen Kartendiensten mit der Position des Kulturdenkmals. Fehlt dieser Link, wurden die Koordinaten noch nicht eingetragen. Sind diese bekannt, können sie über ein Tool mit einer Kartenansicht einfach nachgetragen werden. In dieser Kartenansicht sind Kulturdenkmale ohne Koordinaten mit einem roten bzw. orangen Marker dargestellt und können durch Verschieben auf die richtige Position in der Karte mit Koordinaten versehen werden. Kulturdenkmale ohne Bild sind an einem blauen bzw. roten Marker erkennbar.
- Datierung: Baubeginn, Fertigstellung, Datum der Erstnennung oder grobe zeitliche Einordnung entsprechend des Eintrags in der sächsischen Denkmaldatenbank
- Beschreibung: Kurzcharakteristik des Kulturdenkmals entsprechend des Eintrags in der sächsischen Denkmaldatenbank, ggf. ergänzt durch die dort nur selten veröffentlichten Erfassungstexte oder zusätzliche Informationen
- ID: Vom Landesamt für Denkmalpflege Sachsen vergebene, das Kulturdenkmal eindeutig identifizierende Objekt-Nummer. Der Link führt zum PDF-Denkmaldokument des Landesamtes für Denkmalpflege Sachsen. Bei ehemaligen Kulturdenkmalen können die Objektnummern unbekannt sein und deshalb fehlen bzw. die Links von aus der Datenbank entfernten Objektnummern ins Leere führen. Ein ggf. vorhandenes Icon  führt zu den Angaben des Kulturdenkmals bei Wikidata.

## Ausführliche Denkmaltexte
1. ↑  Dorfkirche Burkersdorf:

Auf einer Anhöhe gelegene einfache Saalkirche, im Kern romanisch, der heutige Bau um 1500. Neugestaltung des Inneren Anfang des 18. Jahrhunderts, Restaurierungen 1968–1971 (außen), 1985–1988 (außen, Turm), 1991/1992 (außen, Saal) und 1992–1994 (innen). Putzbau mit dreiseitig geschlossenem Chor und Strebepfeilern, das Walmdach mit großem barockem Dachreiter. Rundbogenfenster, am Chor Maßwerkfenster. Im Süden zwei Vorbauten mit einfachen Sandsteinportalen. Sakristei an der Nordseite.

Der etwas dunkle Innenraum durch die umfangreiche Ausmalung geprägt. Die kassettierte Holzdecke von Gottfried Geißler, bezeichnet mit 1719, zeigt im oktogonalen Mittelfeld das Jüngste Gericht, ergänzt durch rechteckige Felder mit ornamentaler Malerei und expressiven Engeln sowie oktogonalen Feldern mit symbolischen Motiven. Emporen an drei Seiten, an den Längsseiten zweigeschossig mit 88 Darstellungen aus Altem Testament (Südseite) und Neuem Testament (Nordseite), bezeichnet mit 1728, sign. C.R. (vielleicht Christian Räthel). An der Westseite eingeschossige Orgelempore mit eingestellten Balustern. Die Brüstungen des Gestühls an der Nord- und Südseite mit figürlicher Malerei, 16. Jahrhundert (elf Apostel, Johannes der Täufer, Moses, Aaron, David, Hiskia). Sakristei mit Kreuzgratgewölbe. In der westlichen Vorhalle spitzbogiges Sandsteinportal, im südlichen Vorbau ein rundbogiges, wohl romanisches Fenster.

Ausstattung: Zweifach wandelbarer, spätgotischer Flügelaltar, um 1510. Die Schnitzfiguren vom Meister des Burkersdorfer Altares, die Gemälde werden den Meister des Altars von Großhartsmannsdorf zugeschrieben. Predella mit der gemalten Darstellung vom Schweißtuch der Veronika (1992 freigelegt), auf der Rückseite Abendmahl. Im Schrein Maria mit Kind zwischen den hl. Margareta und Barbara. auf den Flügeln Anna Selbdritt, Magdalena, Katharina (?), Martha (?) sowie Wolfgang, Johannes Evangelista, Petrus (Figur 1990 gestohlen) und Paulus. In der ersten Wandlung Ölberg, Dornenkrönung, Verkündigung, Geburt, Heimsuchung, Anbetung der Könige, Geißelung und Kreuztragung. Die zweite Wandlung mit Schmerzensmann und Schmerzensmutter. Auf dem Schrein stehen ein Vesperbild und zwei Marienfiguren, ursprünglich wohl von einem älteren Altar. Kanzel und Schalldeckel von 1620, zwischen freistehenden Säulen gemalte Darstellung von Christus und den Evangelisten. Einfach ornamentierte Sandsteintaufe, 1793. Orgel mit barockem, aufwendig geschnitztem Prospekt, 18. Jahrhundert. An der Nordwand Reste einer Sakramentsnische, um 1500. In der Vorhalle des Haupteinganges zwei Epitaphien mit plastischem Schmuck, 18. Jahrhundert Pfarrhof.
2. ↑  Dorfkirche und Kirchhof Dittersbach:
  - Evangelische Pfarrkirche: Auf einer Anhöhe gelegene Saalkirche, wohl im 17. Jahrhundert erbaut, der Dachreiter um 1900 aufgesetzt. Restaurierungen 1985–1988 (außen) und seit 1994 (innen). Verputzter Bruchsteinbau mit dreiseitigem Chorschluss. Das Walmdach mit Gaupen und zierlichem Dachreiter, Rundbogenfenster. Im Inneren kassettierte Holzdecke, im östlichen Teil mit Darstellung des Sündenfalls, Szenen des Lebens und der Passion Christi und einer großen oktogonalen Tafel mit dem Jüngsten Gericht, wohl 1800–1820 von einem Vertreter der Erfurter Schule geschaffen, die übrigen Felder ornamental gestaltet. Fast umlaufende eingeschossige Holzemporen, an der Nordseite mit Szenen des Alten Testaments, um 1700 von Gottfried Geißler. Die West- und Ostempore mit eingestellten Balustern, auf der Südseite eine Patronatsloge. Im Chorraum und an der Nordseite Ständebänke und Logen sowie ein weiß gefasster Beichtstuhl, bezeichnet mit 1665, Sakristeitür an der Nordseite, das Sandsteingewände in Art eines Schulterbogens, Anfang 16. Jahrhundert. Barocker Säulenaltar aus Holz, die Anschwünge mit floralem Motiven, 1680, die Gemälde 19. Jahrhundert: Altarbild mit Darstellung des segnenden Christus, im Auszug Himmelfahrt Christi. Auf der Rückseite ein älteres Altarbild mit Darstellung des Abendmahls, wohl von Gottfried Geißler, ebenso eine ältere Himmelfahrtsdarstellung für den Giebel, um 1700. Auf dem Altar kleine vergoldete Kreuzigungsgruppe aus Holz, 1688. Kanzel aus Holz, 17. Jahrhundert. Am Kanzelkorb gemalte Darstellung von Christus und den Evangelisten, wohl ebenfalls von Gottfried Geißler. schlichte spätgotische Sandsteintaufe, Anfang 16. Jahrhundert. Bildnis von Pfarrer Joachim Conrade, bezeichnet mit 1678. Orgel mit schönem, weißgold gefasstem Prospekt aus dem 18. Jahrhundert. Silbermannorgel: einmanual., von 1726, wurde 1839 von Herbrig repariert, in den neunziger Jahren von Eduard Berger, Bischofswerda, Werk gereinigt und neu intoniert.
  - Grabmale an der nördlichen Außenwand der Kirche:
    - 1. Grabmal für Amalie Reismüller mit Personifikation des Fides, 18. Jahrhundert
    - 2. eisernes Grabkreuz: auf Akanthursblättern Inschrifttafel (nicht mehr lesbar) und symbolische Darstellung des Auge Gottes

  - Grabmale an der südlichen Außenwand der Kirche:
    - 3. Sandsteingrabmal Carl August Richter (19. Jahrhundert)
    - 4. Sandsteingrabmal Ernst Heinrich Lippmann (19. Jahrhundert)
3. ↑  Dorfkirche Nassau:

Die evangelische Pfarrkirche Nassau wurde um 1526 als typische sächsische Saalkirche erbaut. Dabei handelt es sich um einen verputzten Bruchsteinbau mit eingezogenem, dreiseitig geschlossenen Chor mit Strebepfeilern, der von einem schiefergedeckten Walmdach mit Dachreiter und welscher Haube abgeschlossen wird. Das Eingangsportal an der Westseite und die Fenster der Kirche sind als Korbbögen ausgebildet und entstammen – ebenso wie der Dachreiter – einem Umbau im 18. Jahrhundert. Die Kirche ist im Inneren flach gedeckt und besitzt zweigeschossige umlaufende Emporen sowie mehrere Logen in Richtung des Chors. Ein besonderes Ausstattungsstück der Kirche ist die 1745-1748 errichtete weitgehend original überkommene Silbermannorgel mit dem in Weiß und Gold gefassten Orgelprospekt. Sie wurde 1998 restauriert und bezaubert mit ihrem Klang bis heute ihre Zuhörer. Die Dorfkirche Nassau dokumentiert als baugeschichtlich bedeutsames Zeugnis die sächsische Kirchbaukunst des 16. Jahrhunderts. Daraus begründet sich ihr Wert für die Kulturlandschaft Sachsens. Den Kirchhof umgibt eine aus Feldsteinen errichtete Einfriedungsmauer, die von einer Baumreihe begleitet wird. Der Weg vom Kirchhofstor längs über den Kirchhof nach Osten wird von einer Lindenallee gesäumt.